# Torneo Súper 20 2017
El Torneo Súper 20 de 2017 fue el primero su tipo. Surgió por el nuevo calendario de FIBA, ya que la temporada regular de la Liga Nacional de Básquet 2017-18 tendrá varios "parates" coincidentes con las ventanas de FIBA para la clasificación al mundial. Ante la dificutad de armar un calendario completo, la Asociación de Clubes decidió organizar este torneo de pretemporada de carácter oficial.
El partido inaugural del torneo tuvo lugar el 20 de septiembre en el Estadio Delmi, donde el local Salta Basket recibió a Atenas. Además fue el primer partido de la temporada 2017-2018 de la máxima categoría del básquet argentino.
El Final Four del torneo se disputó en el Estadio Ángel Sandrín de Instituto de Córdoba, que ganó la licitación por encima de San Lorenzo de Buenos Aires y Gimnasia de Comodoro Rivadavia.
El campeón fue San Martín de Corrientes que venció en la final al local Instituto y logró su primer título oficial en la máxima categoría del básquet nacional. Lucas Faggiano, jugador del elenco correntino fue el mejor jugador de la final.

## Equipos participantes
| Región                    | Cantidad |
| ------------------------- | -------- |
| Provincia de Buenos Aires | 4        |
| Capital Federal           | 4        |
| Corrientes                | 3        |
| Santiago del Estero       | 2        |
| Córdoba                   | 2        |
| Chubut                    | 1        |
| Entre Ríos                | 1        |
| Formosa                   | 1        |
| Salta                     | 1        |
| Santa Cruz                | 1        |

| Club                   | Ciudad              | Entrenador           | Estadio                      | Capacidad |
| ---------------------- | ------------------- | -------------------- | ---------------------------- | --------- |
| Argentino              | Junín               | Eduardo Japez        | El Fortín de las Morochas    | 1500      |
| Atenas                 | Córdoba             | Nicolás Casalánguida | Polideportivo Carlos Cerutti | 3424      |
| Boca Juniors           | Buenos Aires        | Gustavo Fernández    | Microestadio Luis Conde      | 2000      |
| Ciclista Olímpico      | La Banda            | Hernán Laginestra    | Vicente Rosales              | 3400      |
| Comunicaciones         | Mercedes            | Fernando Rivero      | Estadio de Comunicaciones    | 3500      |
| Estudiantes Concordia  | Concordia           | Lucas Victoriano     | El Gigante Verde             | 1610      |
| Ferro Carril Oeste     | Buenos Aires        | Ariel Rearte         | Estadio Héctor Etchart       | 3500      |
| Gimnasia y Esgrima     | Comodoro Rivadavia  | Martín Villagrán     | Estadio Socios Fundadores    | 1453      |
| Hispano Americano      | Río Gallegos        | Marcelo Richotti     | Gimnasio Boxing Club         | 3000      |
| Instituto              | Córdoba             | Facundo Müller       | Gimnasio Ángel Sandrin       | 2000      |
| La Unión de Formosa    | Formosa             | Leandro Ramella      | Estadio Cincuentenario       | 4500      |
| Obras Basket           | Buenos Aires        | Carlos Romano        | Estadio Obras Sanitarias     | 3000      |
| Peñarol                | Mar del Plata       | Leonardo Gutiérrez   | Polideportivo Islas Malvinas | 8000      |
| Quilmes                | Mar del Plata       | Javier Bianchelli    | Polideportivo Islas Malvinas | 8000      |
| Quimsa                 | Santiago del Estero | Fabio Demti          | Ciudad                       | 5000      |
| Regatas Corrientes     | Corrientes          | Gabriel Piccato      | José Jorge Contte            | 3400      |
| Salta Basket           | Salta               | Ricardo de Cecco     | Estadio Delmi                | 10 000    |
| San Lorenzo de Almagro | Buenos Aires        | Gonzalo García       | Polideportivo Roberto Pando  | 2200      |
| San Martín             | Corrientes          | Sebastián González   | El Fortín Rojinegro          | 2500      |
| Weber Bahía            | Bahía Blanca        | Sebastián Ginóbili   | Osvaldo Casanova             | 3950      |

Capacidad de los estadios según la web oficial.

## Formato de competencia
Primera fase, fase regular: Los 20 equipos se dividen en cuatro grupos (A, B, C, y D) de cinco integrantes cada uno. Se enfrentan todos contra todos dentro de su grupo dos veces, una como local y otra como visitante. Los equipos se ordenan en una tabla de posiciones según sus resultados dentro del grupo. Los tres mejores de cada grupo avanzan a la segunda ronda de los play-offs, los octavos de final. Los ubicados penúltimo y último acceden al repechaje.
Segunda fase, play-offs: La primera eliminatoria de los play offs es el repechaje, que es una serie al mejor de tres partidos disputada por el 4.° y el 5.° de cada grupo. El primer partido se juega en cancha del peor ubicado y los dos restantes en cancha del mejor ubicado. Los ganadores de los repechajes se suman a los equipos ubicados del 1.° al 3.° de cada grupo en los octavos de final, que es una serie al mejor de tres partidos disputada primero en cancha del peor ubicado y los dos restantes juegos en cancha del mejor ubicado. Los ganadores acceden a los cuartos de final que se disputan con el mismo formato. Los ganadores de esta serie acceden al Final Four.
Final four: Disputado en dos días consecutivos (18 y 19 de noviembre) y en una sede fija, los cuatro ganadores se emparejan en dos llaves, donde los ganadores disputan la final y los perdedores dejan de participar. Se disputa a partido único. Los dos finalistas acceden a la Liga Sudamericana de Clubes.

## Primera fase, fase regular

### Grupo A
| Equipo                     | PJ | PG | PP | Pts |
| -------------------------- | -- | -- | -- | --- |
| San Martín (Corrientes)    | 8  | 7  | 1  | 15  |
| La Unión de Formosa        | 8  | 6  | 2  | 14  |
| Estudiantes Concordia      | 8  | 3  | 5  | 11  |
| Regatas Corrientes1        | 8  | 2  | 6  | 10  |
| Comunicaciones (Mercedes)1 | 8  | 2  | 6  | 10  |

|  |                                  |
|  | Clasificados a octavos de final. |
|  | Clasificados al repechaje.       |

1: El desempate entre Regatas Corrientes y Comunicaciones de Mercedes se resolvió por los enfrentamientos entre ellos. Ambos ganaron un partido cada uno, sin embargo, Regatas sumó más puntos en ambos que Comunicaciones y por eso lo supera.
| 21 de septiembre, 21:30 | San Martín (C)                                                          | 84–74                | La Unión de Formosa                                                   | Corrientes                                                                                             |  |
|                         | Parciales: 16-19, 23-10, 24-23, 22-22                                   |                      |                                                                       | |  |
|                         | Estadísticas Justin Keenan 20 Jeremiah Wood 10 Reynaldo García Zamora 5 | Reporte Pts Reb Asts | Estadísticas 16 Alexis Elsener 10 Chaz Crawford 4 Alejandro Konsztadt | Pabellón: Estadio Raúl Argentino Ortiz Árbitros: * Jorge Chávez * Leonardo Zalazar * Sebastián Vasallo |  |

| 22 de septiembre, 21:30 | Comunicaciones (M)                                                   | 92–80                | Estudiantes Concordia                                                               | Mercedes                                                                                          |  |
|                         | Parciales: 15-19, 24-21, 19-26, 34-14                                |                      |                                                                                     |                                                                                                   |  |
|                         | Estadísticas Johnathan Moore 29 Ryan Amoroso 9 Juan Pablo Figueroa 9 | Reporte Pts Reb Asts | Estadísticas 20 Rigoberto Mendoza 10 Rigoberto Mendoza 2 Mendoza, Bolívar y Vildoza | Pabellón: Estadio de Comunicaciones Árbitros: * Jorge Chávez * Leonardo Zalazar * Héctor Wasinger |  |

| 23 de septiembre, 21:30 | Regatas Corrientes                                           | 72–90                | La Unión de Formosa                                                  | Corrientes                                                                                            |  |
|                         | Parciales: 16-22, 13-16, 21-30, 22-22                        |                      |                                                                      | |  |
|                         | Estadísticas Leemire Goldwire 25 Alex Harris 6 Javier Saiz 4 | Reporte Pts Reb Asts | Estadísticas 25 Anthony Young 10 Chaz Crawford 8 Alejandro Konsztadt | Pabellón: Estadio José Jorge Contte Árbitros: * Fernando Sampietro * Sergio Tarifeño * Gonzalo Delsar |  |

| 24 de septiembre, 20:00 | San Martín (C)                                                | 91–75                | Estudiantes Concordia                                                 | Corrientes                                                                                             |  |
|                         | Parciales: 17-18, 21-20, 24-19, 29-18                         |                      |                                                                       | |  |
|                         | Estadísticas Justin Keenan 20 Jeremiah Wood 11 Leo Mainoldi 6 | Reporte Pts Reb Asts | Estadísticas 15 Rigoberto Mendoza 5 Mateo Bolívar 5 Rigoberto Mendoza | Pabellón: Estadio Raúl Argentino Ortiz Árbitros: * Leandro Lezcano * Sergio Tarifeño * Gonzalo Delsart |  |

| 27 de septiembre, 21:30 | Estudiantes Concordia                                              | 97–75                | Comunicaciones (M)                                        | Concordia                                                                                  |  |
|                         | Parciales: 29-25, 24-22, 22-16, 22-12                              |                      |                                                           |                                                                                            |  |
|                         | Estadísticas Zvonko Buljan 21 Mendoza y Buljan 7 Leandro Vildoza 4 | Reporte Pts Reb Asts | Estadísticas 19 Oscar Funes 5 Ryan Amoroso 7 Asaiah Swann | Pabellón: El Gigante Verde Árbitros: * Alejandro Chit * Javier Mendoza * Cristian Salguero |  |

| 29 de septiembre, 21:30 | Estudiantes Concordia                                           | 74–76                | Regatas Corrientes                                                           | Concordia                                                                             |  |
|                         | Parciales: 23-21, 14-12, 14-28, 23-15                           |                      |                                                                              |                                                                                       |  |
|                         | Estadísticas David Doblas 13 Smith y Buljan 5 Leandro Vildoza 6 | Reporte Pts Reb Asts | Estadísticas 15 Leemire Goldwire 7 Alexander Harris 6 Fabián Ramírez Barrios | Pabellón: El Gigante Verde Árbitros: * Oscar Brítez * Roberto Smith * Enrique Cáceres |  |

| 29 de septiembre, 22:00 | La Unión de Formosa                                                                | 77–86                | San Martín (C)                                                     | Formosa                                                                                            |  |
|                         | Parciales: 22-17, 15-19, 21-18, 19-32                                              |                      |                                                                    | |  |
|                         | Estadísticas Jonathan Maldonado 20 Chaz Crawford 10 Konsztadt, Crawford, Elsener 2 | Reporte Pts Reb Asts | Estadísticas 22 Justin Keenan 5 Faggiano y Keenan 4 Matías Lescano | Pabellón: Polideportivo Cincuentenario Árbitros: * Juan Fernández * Fabio Alaníz * Héctor Wasinger |  |

| 1 de octubre, 21:00 | Comunicaciones (M)                                                | 70–83                | Regatas Corrientes                                                   | Mercedes                                                                                               |  |
|                     | Parciales: 20-20, 12-22, 18-23, 20-18                             |                      |                                                                      | |  |
|                     | Estadísticas Oscar Funes 17 Ryan Amoroso 11 Juan Pablo Figueroa 9 | Reporte Pts Reb Asts | Estadísticas 18 Paolo Quinteros 7 Paolo Quinteros 7 Leemire Goldwire | Pabellón: Estadio de Comunicaciones Árbitros: * Diego Rougier * Fabio Alaníz * Maximiliano Piedrabuena |  |

| 4 de octubre, 21:30 | Regatas Corrientes                                                                 | 85–89                | Estudiantes Concordia                                                           | Corrientes                                                                                      |  |
|                     | Parciales: 24-23, 15-18, 22-27, 24-21                                              |                      |                                                                                 |                                                                                                 |  |
|                     | Estadísticas Paolo Quinteros 24 Martina, Ramírez Barrios y Saiz 4 Santiago Vidal 9 | Reporte Pts Reb Asts | Estadísticas 22 Rigoberto Mendoza 6 Mendoza y Smith, Jr. 5 Smith, Jr. y Orresta | Pabellón: Estadio José Jorge Contte Árbitros: * Juan Fernández * Jorge Chávez * Héctor Wasinger |  |

| 6 de octubre, 22:00 | La Unión de Formosa                                                  | 79–70                | Estudiantes Concordia                                                      | Formosa                                                                                                   |  |
|                     | Parciales: 19-8, 25-20, 23-19, 12-23                                 |                      |                                                                            | |  |
|                     | Estadísticas Anthony Young 25 Alexis Elsener 8 Alejandro Konsztadt 8 | Reporte Pts Reb Asts | Estadísticas 15 Emilio Domínguez Bais 10 Anthony Smith 4 Vildoza y Orresta | Pabellón: Polideportivo Cincuentenario Árbitros: * Leandro Lezcano * Alejandro Zanabone * Cristian Alfaro |  |

| 9 de octubre, 22:00 | La Unión de Formosa                                                  | 96–91                | Regatas Corrientes                                                      | Formosa                                                                                               |  |
|                     | Parciales: 21-16, 15-17, 27-22, 17-25 (T.E.: 16-11)                  |                      |                                                                         | |  |
|                     | Estadísticas Anthony Young 25 Chaz Crawford 17 Alejandro Konsztadt 5 | Reporte Pts Reb Asts | Estadísticas 29 Paolo Quinteros 7 Aaron Harris 4 Fabián Ramírez Barrios | Pabellón: Polideportivo Cincuentenario Árbitros: * Diego Rougier * Javier Mendoza * Sebastián Vasallo |  |

| 11 de octubre, 21:30 | Estudiantes Concordia                                               | 80–75                | San Martín (C)                                                  | Concordia                                                                               |  |
|                      | Parciales: 25-22, 18-21, 17-18, 20-14                               |                      |                                                                 |                                                                                         |  |
|                      | Estadísticas Zvonko Buljan 19 Buljan y Smith, Jr. 6 Mateo Bolívar 5 | Reporte Pts Reb Asts | Estadísticas 15 Justin Keenan 10 Justin Keenan 4 Lucas Faggiano | Pabellón: El Gigante Verde Árbitros: * Daniel Rodrigo * Sergio Tarifeño * Alberto Ponzo |  |

| 11 de octubre, 22:00 | Comunicaciones (M)                                        | 75–83                | La Unión de Formosa                                                       | Mercedes                                                                                         |  |
|                      | Parciales: 16-22, 18-22, 20-27, 21-12                     |                      |                                                                           |                                                                                                  |  |
|                      | Estadísticas J.J. Moore 22 Ryan Amoroso 10 Asaiah Swann 5 | Reporte Pts Reb Asts | Estadísticas 22 Jonathan Maldonado 11 Chaz Crawford 9 Alejandro Konsztadt | Pabellón: Estadio de Comunicaciones Árbitros: * Alejandro Chiti * Roberto Smith * Nicolás D'Anna |  |

| 13 de octubre, 21:30 | Estudiantes Concordia                                                     | 73–81                | La Unión de Formosa                                                       | Concordia                                                                                        |  |
|                      | Parciales: 17-19, 16-17, 21-19, 19-26                                     |                      |                                                                           |                                                                                                  |  |
|                      | Estadísticas Sebastián Orresta 14 Sebastián Orresta 6 Sebastián Orresta 4 | Reporte Pts Reb Asts | Estadísticas 26 Anthony Young 7 Jonathan Maldonado 12 Alejandro Konsztadt | Pabellón: El Gigante Verde Árbitros: * Leonardo Zalazar * Fabio Alaníz * Maximiliano Piedrabuena |  |

| 14 de octubre, 21:30 Historial | San Martín (C)                                                      | 90–79                | Regatas Corrientes                                                     | Corrientes |  |
|                                | Parciales: 20-23, 27-23, 18-8, 25-25                                |                      |                                                                        | |  |
|                                | Estadísticas Lucas Faggiano 22 Jeremiah Wood 9 Faggiano y Aguerre 4 | Reporte Pts Reb Asts | Estadísticas 19 Fabián Ramírez Barrios 7 Javier Saiz 7 Paolo Quinteros | Pabellón: Estadio Raúl Argentino Ortiz Árbitros: * Leonardo Zalazar * Fabio Alaníz * Maximiliano Piedrabuena Televisión: TyC Sports |  |

| 16 de octubre, 21:30 | Regatas Corrientes                                                            | 76–81                | Comunicaciones (M)                                                  | Corrientes                                                                                         |  |
|                      | Parciales: 21-14, 18-11, 16-28, 21-28                                         |                      |                                                                     | |  |
|                      | Estadísticas Paolo Quinteros 18 Harris y Saiz 10 Goldwire y Ramírez Barrios 3 | Reporte Pts Reb Asts | Estadísticas 26 Asaiah Swann 11 Ryan Amoroso 3 Swann, Amoroso y Arn | Pabellón: Estadio José Jorge Contte Árbitros: * Daniel Rodrigo * Sergio Tarifeño * Héctor Wasinger |  |

| 18 de octubre, 21:30 | San Martín (C)                                                                        | 78–62                | Comunicaciones (M)                                                | Corrientes                                                                                              |  |
|                      | Parciales: 29-23, 13-10, 24-15, 12-14                                                 |                      |                                                                   | |  |
|                      | Estadísticas Reynaldo García Zamora 13 Justin Keenan 6 Aguerre, Faggiano y Mainoldi 4 | Reporte Pts Reb Asts | Estadísticas 12 Emiliano Correa 12 Ryan Amoroso 5 Emiliano Correa | Pabellón: Estadio Raúl Argentino Ortiz Árbitros: * Pablo Estévez * Rodrigo Castillo * Sebastián Vasallo |  |

| 20 de octubre, 20:00 Historial | Regatas Corrientes                                          | 87–92                | San Martín (C)                                                            | Corrientes |  |
|                                | Parciales: 23-23, 24-15, 18-21, 14-20 (T.E.: 8-13)          |                      |                                                                           | |  |
|                                | Estadísticas Javier Saiz 20 Javier Saiz 9 Paolo Quinteros 7 | Reporte Pts Reb Asts | Estadísticas 26 Justin Keenan 7 Matías Lescano 5 García Zamora y Faggiano | Pabellón: Estadio José Jorge Contte Árbitros: * Alejandro Chiti * Alejandro Zanabone * Nicolás D'Anna Televisión: TyC Sports |  |

| 20 de octubre, 21:30 | La Unión de Formosa                                                          | 82–75                | Comunicaciones (M)                                         | Formosa                                                                                           |  |
|                      | Parciales: 21-20, 22-16, 22-22, 17-17                                        |                      |                                                            |                                                                                                   |  |
|                      | Estadísticas Elsener y Young 17 Federico Marín 7 Marín y Gómez Etchechurre 2 | Reporte Pts Reb Asts | Estadísticas 16 Asaiah Swann 6 Ryan Amoroso 3 Asaiah Swann | Pabellón: Polideportivo Cincuentenario Árbitros: * Leandro Lezcano * Jorge Chávez * Danilo Molina |  |

| 23 de octubre, 21:30 | Comunicaciones (M)                                             | 72–90                | San Martín (C)                                                 | Mercedes                                                                                             |  |
|                      | Parciales: 18-19, 11-28, 14-23, 29-20                          |                      |                                                                | |  |
|                      | Estadísticas Ryan Amoroso 17 Ryan Amoroso 12 Swann y Amoroso 3 | Reporte Pts Reb Asts | Estadísticas 26 Justin Keenan 8 Jeremiah Wood 7 Jonatan Treise | Pabellón: Estadio de Comunicaciones Árbitros: * Oscar Brítez * Oscar Martinetto * Sebastián Moncloba |  |

### Grupo B
| Equipo             | PJ | PG | PP | Pts |
| ------------------ | -- | -- | -- | --- |
| Instituto          | 8  | 7  | 1  | 15  |
| Salta Basket       | 8  | 4  | 4  | 12  |
| Ciclista Olímpico1 | 8  | 3  | 5  | 11  |
| Atenas1            | 8  | 3  | 5  | 11  |
| Quimsa1            | 8  | 3  | 5  | 11  |

|  |                                  |
|  | Clasificados a octavos de final. |
|  | Clasificados al repechaje.       |

1: El triple empate entre Ciclista Olímpico, Atenas y Quimsa se resolvió mediante los enfrentamientos entre ellos en esta fase. Ciclista Olímpico ganó los dos contra Quimsa y uno ante Atenas, sumando así 7 puntos. Atenas ganó dos partidos, uno ante Quimsa y uno ante Ciclista Olímpico, sumando así 6 puntos. Quimsa ganó uno ante Atenas y cayó en ambos ante Ciclista Olímpico, sumando así 5 puntos.
| 20 de septiembre, 21:00 Partido inaugural | Salta Basket                                                      | 76–66                | Atenas                                                     | Salta                                                                                                 |  |
|                                           | Parciales: 20-17, 21-13, 19-18, 16-18                             |                      |                                                            | |  |
|                                           | Estadísticas Pablo Espinoza 25 Pablo Espinoza 10 Diego Gerbaudo 7 | Reporte Pts Reb Asts | Estadísticas 20 Donald Sims 7 Nicolás Romano 6 Donald Sims | Pabellón: Estadio Delmi Árbitros: * Fabricio Vito * Oscar Brítez * Ariel Rosas Televisión: TyC Sports |  |

| 21 de septiembre, 22:00 | Quimsa                                                                    | 79–75                | Instituto                                                        | Santiago del Estero                                                                  |  |
|                         | Parciales: 23-15, 11-16, 20-15, 25-29                                     |                      |                                                                  |                                                                                      |  |
|                         | Estadísticas Sebastián Vega 20 Torin Francis 14 Brussino, Vega y Gadson 3 | Reporte Pts Reb Asts | Estadísticas 29 Dwayne Davis 11 Sam Clancy, Jr. 5 Whelan y Scala | Pabellón: Estadio Ciudad Árbitros: * Fernando Sampietro * Oscar Brítez * Ariel Rosas |  |

| 23 de septiembre, 22:00 | Ciclista Olímpico                                                      | 82–89                | Instituto                                                        | La Banda                                                                                        |  |
|                         | Parciales: 14-19, 23-19, 24-28, 21-23                                  |                      |                                                                  |                                                                                                 |  |
|                         | Estadísticas Maximiliano Stanic 25 Justin Williams 13 Mauro Cosolito 5 | Reporte Pts Reb Asts | Estadísticas 18 Brandon Davis 14 Sam Clancy, Jr. 6 Gastón Whelan | Pabellón: Estadio Vicente Rosales Árbitros: * Juan Fernández * Fabio Alaníz * Maximiliano Moral |  |

| 26 de septiembre, 22:00 | Salta Basket                                                      | 59–57                | Ciclista Olímpico                                              | Salta                                                                                |  |
|                         | Parciales: 18-11, 6-12, 22-19, 13-15                              |                      |                                                                |                                                                                      |  |
|                         | Estadísticas Quinnel Brown 10 Pablo Espinoza 13 Diego Gerbaudo 10 | Reporte Pts Reb Asts | Estadísticas 20 Rodney Green 13 Justin Williams 5 Rodney Green | Pabellón: Estadio Delmi Árbitros: * Diego Rougier * Oscar Martinetto * Danilo Molina |  |

| 29 de septiembre, 21:30 | Atenas                                                             | 96–79                | Salta Basket                                                          | Córdoba                                                                                         |  |
|                         | Parciales: 21-22, 23-24, 22-18, 30-15                              |                      |                                                                       |                                                                                                 |  |
|                         | Estadísticas Donald Sims 29 Nicolás Romano 10 Juan Pablo Cantero 9 | Reporte Pts Reb Asts | Estadísticas 15 Harris y Espinoza 6 Reginald Buckner 5 Diego Gerbaudo | Pabellón: Polideportivo Carlos Cerutti Árbitros: * Daniel Rodrigo * Mario Aluz * Gustavo D'Anna |  |

| 1 de octubre, 20:00 | Instituto                                                       | 83–76                | Salta Basket                                                     | Córdoba                                                                                            |  |
|                     | Parciales: 16-6, 20-18, 20-27, 27-25                            |                      |                                                                  | |  |
|                     | Estadísticas Santiago Scala 21 Sam Clancy, Jr. 8 Dwayne Davis 8 | Reporte Pts Reb Asts | Estadísticas 20 Diego Gerbaudo 6 Pablo Espinoza 9 Diego Gerbaudo | Pabellón: Estadio Ángel Sandrín Árbitros: * Fernando Sampietro * Javier Mendoza * Leonardo Barotto |  |

| 2 de octubre, 22:00 | Quimsa                                                          | 110–72               | Atenas                                                    | Santiago del Estero                                                                     |  |
|                     | Parciales: 22-27, 25-21, 28-15, 35-9                            |                      |                                                           |                                                                                         |  |
|                     | Estadísticas Sebastián Vega 20 Sebastián Vega 9 Juan Brussino 6 | Reporte Pts Reb Asts | Estadísticas 20 Donald Sims 5 Leonardo Lema 6 Donald Sims | Pabellón: Estadio Ciudad Árbitros: * Juan Fernández * Javier Mendoza * Leonardo Barotto |  |

| 4 de octubre, 22:00 | Ciclista Olímpico                                                   | 112–64               | Atenas                                                             | La Banda                                                                                       |  |
|                     | Parciales: 31-14, 21-19, 31-17, 29-14                               |                      |                                                                    |                                                                                                |  |
|                     | Estadísticas Rodney Green 26 Ramón Clemente 10 Maximiliano Stanic 8 | Reporte Pts Reb Asts | Estadísticas 12 Diego Lo Grippo 7 Joaquín Lallana 3 Sims y Cantero | Pabellón: Estadio Vicente Rosales Árbitros: * Pablo Estévez * Rodrigo Castillo * Alberto Ponzo |  |

| 5 de octubre, 22:00 | Salta Basket                                                      | 89–84                | Quimsa                                                           | Salta                                                                                       |  |
|                     | Parciales: 30-24, 15-19, 22-24, 22-17                             |                      |                                                                  |                                                                                             |  |
|                     | Estadísticas Diego Gerbaudo 25 Pablo Espinoza 12 Diego Gerbaudo 6 | Reporte Pts Reb Asts | Estadísticas 22 Roberto Acuña 9 Novar Gadson 7 Leonel Schattmann | Pabellón: Estadio Delmi Árbitros: * Fabricio Vito * Silvio Guzmán * Maximiliano Piedrabuena |  |

| 7 de octubre, 21:00 | Instituto                                                      | 105–74               | Atenas                                                           | Córdoba                                                                                               |  |
|                     | Parciales: 25-19, 18-17, 28-20, 34-18                          |                      |                                                                  | |  |
|                     | Estadísticas Santiago Scala 21 Dwayne Davis 7 Scala y Whelan 6 | Reporte Pts Reb Asts | Estadísticas 27 Nicolás Romano 7 Nicolás Romano 6 Javier Cantero | Pabellón: Estadio Ángel Sandrín Árbitros: * Fabricio Vito * Julio Dinamarca * Maximiliano Piedrabuena |  |

| 8 de octubre, 21:00 Historial | Quimsa                                                            | 70–74                | Ciclista Olímpico                                             | Santiago del Estero                                                                                                |  |
|                               | Parciales: 17-23, 18-18, 17-12, 18-21                             |                      |                                                               | |  |
|                               | Estadísticas Novar Gadson 18 Roberto Acuña 12 Leonel Schattmann 3 | Reporte Pts Reb Asts | Estadísticas 14 Rodney Green 8 Justin Williams 7 Rodney Green | Pabellón: Estadio Ciudad Árbitros: * Leonardo Zalazar * Sergio Tarifeño * Maximiliano Moral Televisión: TyC Sports |  |

| 9 de octubre, 21:30 | Atenas                                                     | 86–88                | Instituto                                                       | Córdoba                                                                                             |  |
|                     | Parciales: 24-15, 23-17, 20-35, 19-21                      |                      |                                                                 | |  |
|                     | Estadísticas Donald Sims 25 Nicolás Romano 7 Donald Sims 5 | Reporte Pts Reb Asts | Estadísticas 30 Dwayne Davis 8 Sam Clancy, Jr. 5 Whelan y Scala | Pabellón: Polideportivo Carlos Cerutti Árbitros: * Alejandro Chiti * Roberto Smith * Nicolás D'Anna |  |

| 10 de octubre, 22:00 | Ciclista Olímpico                                                      | 75–76                | Salta Basket                                                     | La Banda                                                                                              |  |
|                      | Parciales: 23-17, 15-19, 22-19, 15-21                                  |                      |                                                                  | |  |
|                      | Estadísticas Guillermo Díaz 14 Justin Williams 17 Maximiliano Stanic 4 | Reporte Pts Reb Asts | Estadísticas 13 Harris y Brown 6 Pablo Espinoza 6 Diego Gerbaudo | Pabellón: Estadio Vicente Rosales Árbitros: * Juan Fernández * Alejandro Zanabone * Sebastián Vasallo |  |

| 12 de octubre, 22:00 | Quimsa                                                                     | 78–59                | Salta Basket                                                       | Santiago del Estero                                                                 |  |
|                      | Parciales: 18-13, 20-15, 19-17, 21-14                                      |                      |                                                                    |                                                                                     |  |
|                      | Estadísticas Vega y Gadson 16 De Los Santos y Gadson 7 Leonel Schattmann 4 | Reporte Pts Reb Asts | Estadísticas 14 Ricky Harris 4 Espinoza y Buckner 5 Diego Gerbaudo | Pabellón: Estadio Ciudad Árbitros: * Diego Rougier * Jorge Chávez * Cristian Alfaro |  |

| 13 de octubre, 21:00 | Instituto                                                              | 93–76                | Ciclista Olímpico                                                   | Córdoba                                                                                      |  |
|                      | Parciales: 20-23, 25-15, 22-18, 26-20                                  |                      |                                                                     |                                                                                              |  |
|                      | Estadísticas Jeremiah Kilo Lenjo 22 Sam Clancy, Jr. 10 Gastón Whelan 7 | Reporte Pts Reb Asts | Estadísticas 22 Rodney Green 9 Justin Williams 3 Maximiliano Stanic | Pabellón: Estadio Vicente Rosales Árbitros: * Diego Rougier * Jorge Chávez * Cristian Alfaro |  |

| 15 de octubre, 21:00 | Instituto                                                         | 81–73                | Quimsa                                                                          | Córdoba                                                                                     |  |
|                      | Parciales: 19-20, 19-13, 19-16, 24-24                             |                      |                                                                                 |                                                                                             |  |
|                      | Estadísticas Dwayne Davis 22 Facundo Piñero 10 Luciano González 7 | Reporte Pts Reb Asts | Estadísticas 18 Novar Gadson 7 Acuña y Smith 3 De Los Santos, Schattmann y Vega | Pabellón: Estadio Ángel Sandrín Árbitros: * Leandro Lezcano * Mario Aluz * Leonardo Barotto |  |

| 15 de octubre, 21:30 | Atenas                                                             | 77–71                | Ciclista Olímpico                                                    | Córdoba                                                                                          |  |
|                      | Parciales: 14-21, 20-16, 18-19, 25-15                              |                      |                                                                      |                                                                                                  |  |
|                      | Estadísticas Donald Sims 34 Diego Lo Grippo 6 Juan Pablo Cantero 4 | Reporte Pts Reb Asts | Estadísticas 25 Rodney Green 14 Justin Williams 5 Maximiliano Stanic | Pabellón: Polideportivo Carlos Cerutti Árbitros: * Pablo Estévez * Silvio Guzmán * Danilo Molina |  |

| 17 de octubre, 21:30 | Atenas                                                                                 | 90–72                | Quimsa                                                            | Córdoba                                                                                              |  |
|                      | Parciales: 23-18, 31-12, 23-19, 13-23                                                  |                      |                                                                   | |  |
|                      | Estadísticas Jerome Meyinsse 18 Romano y Meyinsse 9 Canteor, Sims y Fernández Chávez 4 | Reporte Pts Reb Asts | Estadísticas 18 Marcus Melvin 7 Roberto Acuña 7 Leonel Schattmann | Pabellón: Polideportivo Carlos Cerutti Árbitros: * Fernando Sampietro * Fabio Alaníz * Alberto Ponzo |  |

| 20 de octubre, 22:00 Historial | Ciclista Olímpico                                                          | 89–76                | Quimsa                                                     | La Banda |  |
|                                | Parciales: 25-15, 25-27, 14-18, 25-16                                      |                      |                                                            | |  |
|                                | Estadísticas Ramón Clemente 21 Clemente y Williams 8 Maximiliano Stanic 13 | Reporte Pts Reb Asts | Estadísticas 16 Novar Gadson 9 Novar Gadson 4 Novar Gadson | Pabellón: Estadio Vicente Rosales Árbitros: * Fabricio Vito * Oscar Martinetto * Maximiliano Moral Televisión: DIRECTV Sports |  |

| 20 de octubre, 22:00 | Salta Basket                                                       | 93–94                | Instituto                                                     | Salta                                                                                  |  |
|                      | Parciales: 26-25, 25-25, 25-23, 17-21                              |                      |                                                               |                                                                                        |  |
|                      | Estadísticas Pablo Espinoza 20 Reginald Buckner 9 Diego Gerbaudo 9 | Reporte Pts Reb Asts | Estadísticas 16 Brando Davis 8 Miguel Gerlero 5 Gastón Whelan | Pabellón: Estadio Delmi Árbitros: * Pablo Estévez * Rodrigo Castillo * Héctor Wasinger |  |

### Grupo C
| Equipo                     | PJ | PG | PP | Pts |
| -------------------------- | -- | -- | -- | --- |
| San Lorenzo (Buenos Aires) | 8  | 8  | 0  | 16  |
| Ferro (Buenos Aires)       | 8  | 4  | 4  | 12  |
| Hispano Americano1         | 8  | 3  | 5  | 11  |
| Obras Basket1              | 8  | 3  | 5  | 11  |
| Boca Juniors               | 8  | 2  | 6  | 10  |

|  |                                  |
|  | Clasificados a octavos de final. |
|  | Clasificados al repechaje.       |

1: El desempate entre Hispano Americano y Obras Basket favorece al primero mencionado ya que ganó ambos partidos entre los equipos empatados.
| 21 de septiembre, 21:00 | Boca Juniors                                                               | 76–83                | Ferro (BA)                                                | Buenos Aires                                                                                    |  |
|                         | Parciales: 18-17, 21-24, 24-14, 13-28                                      |                      |                                                           |                                                                                                 |  |
|                         | Estadísticas Matthew y Pérez Naim 16 Mariano Fierro 14 Lucas Pérez Naim 11 | Reporte Pts Reb Asts | Estadísticas 18 Franco Balbi 8 Ariel Ramos 8 Franco Balbi | Pabellón: Microestadio Luis Conde Árbitros: * Alejandro Chiti * Rodrigo Castillo * Raúl Sánchez |  |

| 22 de septiembre, 21:00 | San Lorenzo (BA)                                        | 81–79                | Obras Basket                                                | Buenos Aires |  |
|                         | Parciales: 24-19, 19-16, 19-24, 19-20                   |                      |                                                             | |  |
|                         | Estadísticas Dar Tucker 26 Matías Sandes 7 Dar Tucker 3 | Reporte Pts Reb Asts | Estadísticas 20 Maurice Kemp 8 Maurice Kemp 10 Pedro Barral | Pabellón: Polideportivo Roberto Pando Árbitros: * Fabricio Vito * Alejandro Zanabone * Raúl Sánchez Televisión: DIRECTV Sports |  |

| 25 de septiembre, 21:00 | Hispano Americano                                                | 80–90                | San Lorenzo (BA)                                                      | Río Gallegos                                                                      |  |
|                         | Parciales: 23-23, 13-19, 23-26, 21-22                            |                      |                                                                       |                                                                                   |  |
|                         | Estadísticas Patricio Tabarez 19 Kyle Austin 7 Diego Ciorciari 8 | Reporte Pts Reb Asts | Estadísticas 21 Gabriel Deck 8 Javier Justiz Ferrer 8 Nicolás Aguirre | Pabellón: Boxing Club Árbitros: * Oscar Brítez * Rodrigo Castillo * Alberto Ponzo |  |

| 26 de septiembre, 21:00 | Ferro (BA)                                                          | 69–82                | Obras Basket                                               | Buenos Aires                                                                                    |  |
|                         | Parciales: 17-17, 16-25, 20-21, 16-19                               |                      |                                                            |                                                                                                 |  |
|                         | Estadísticas Walter Baxley 19 Cowan y Hernández 3 Harper y Baxley 3 | Reporte Pts Reb Asts | Estadísticas 20 Maurice Kemp 8 Maurice Kemp 4 Pedro Barral | Pabellón: Estadio Héctor Etchart Árbitros: * Fernando Sampietro * Julio Dinamarca * Ariel Rosas |  |

| 28 de septiembre, 21:00 | San Lorenzo (BA)                                                     | 97–62                | Boca Juniors                                                   | Buenos Aires |  |
|                         | Parciales: 27-15, 18-23, 30-9, 22-15                                 |                      |                                                                | |  |
|                         | Estadísticas Dar Tucker 20 Javier Justiz Ferrer 12 Nicolás Aguirre 8 | Reporte Pts Reb Asts | Estadísticas 18 Adrián Boccia 6 Mariano Fierro 5 Adrián Boccia | Pabellón: Polideportivo Roberto Pando Árbitros: * Pablo Estévez * Sergio Tarifeño * Ariel Rosas Televisión: TyC Sports |  |

| 30 de septiembre, 21:00 | Hispano Americano                                        | 86–97                | Ferro (BA)                                                  | Río Gallegos                                                                      |  |
|                         | Parciales: 27-21, 9-30, 26-28, 24-18                     |                      |                                                             |                                                                                   |  |
|                         | Estadísticas Kyle Austin 30 Kyle Austin 7 Mariano Byró 7 | Reporte Pts Reb Asts | Estadísticas 19 Jaz Cowan 6 Kevin Hernández 13 Franco Balbi | Pabellón: Boxing Club Árbitros: * Pablo Estévez * Silvio Guzmán * Alejandro Trias |  |

| 1 de octubre, 20:00 | Obras Basket                                                          | 79–64                | Boca Juniors (BA)                                                                  | Buenos Aires |  |
|                     | Parciales: 18-9, 19-26, 23-20, 19-9                                   |                      |                                                                                    | |  |
|                     | Estadísticas Tomás Zanzottera 22 Joaquím Valdelicio 10 Pedro Barral 7 | Reporte Pts Reb Asts | Estadísticas 15 Matthew Bryan-Amaning 10 Fotios Lampropoulos 4 Pérez Naim y Boccia | Pabellón: Estadio Obras Sanitarias Árbitros: * Leandro Lezcano * Roberto Smith * Javier Sánchez Televisión: DIRECTV Sports |  |

| 3 de octubre, 20:00 | Boca Juniors                                                           | 85–77                | Hispano Americano                                                                       | Buenos Aires                                                                                      |  |
|                     | Parciales: 22-15, 25-17, 18-23, 20-22                                  |                      |                                                                                         |                                                                                                   |  |
|                     | Estadísticas Eduardo Gamboa 21 Fotios Lampropoulos 12 Eduardo Gamboa 9 | Reporte Pts Reb Asts | Estadísticas 18 Larry O'Bannon, Jr. 6 Patricio Tabarez 33 Byró, O'Bannon, Jr. y Tabarez | Pabellón: Microestadio Luis Conde Árbitros: * Leonardo Zalazar * Alejandro Ramallo * Pablo Leyton |  |

| 4 de octubre, 21:00 | Obras Basket                                                         | 82–84                | Ferro (BA)                                                           | Buenos Aires |  |
|                     | Parciales: 22-26, 16-21, 29-18, 15-19                                |                      |                                                                      | |  |
|                     | Estadísticas Tomás Zanzottera 27 Joaquím Vadelicio 10 Pedro Barral 5 | Reporte Pts Reb Asts | Estadísticas 16 Aaron Harper 8 Aaron Harper 4 Harper, Balbi y Baxley | Pabellón: Estadio Obras Sanitarias Árbitros: * Leonardo Zalazar * Sergio Tarifeño * Pablo Leyton Televisión: TyC Sports |  |

| 5 de octubre, 18:30 | San Lorenzo (BA)                                                   | 92–90                | Hispano Americano                                                     | Buenos Aires                                                                                         |  |
|                     | Parciales: 21-25, 16-19, 22-12, 21-24 (T.E.: 12-10)                |                      |                                                                       | |  |
|                     | Estadísticas Gabriel Deck 26 Mathias Calfani 10 Nicolás Aguirre 10 | Reporte Pts Reb Asts | Estadísticas 19 Byró y O'Bannon, Jr. 6 Kyle Austin 10 Diego Ciorciari | Pabellón: Polideportivo Roberto Pando Árbitros: * Juan Fernández * Julio Dinamarca * Enrique Cáceres |  |

| 7 de octubre, 20:00 | Boca Juniors                                                                     | 70–77                | Obras Basket                                               | Buenos Aires                                                                                    |  |
|                     | Parciales: 13-25, 21-14, 19-21, 17-17                                            |                      |                                                            |                                                                                                 |  |
|                     | Estadísticas Matthew Bryan-Amaning 22 Matthew Bryan-Amaning 7 Lucas Pérez Naim 6 | Reporte Pts Reb Asts | Estadísticas 21 Maurice Kemp 9 Maurice Kemp 5 Maurice Kemp | Pabellón: Microestadio Luis Conde Árbitros: * Alejandro Chiti * Silvio Guzmán * Enrique Cáceres |  |

| 8 de octubre, 20:00 | Ferro (BA)                                                     | 54–94                | San Lorenzo (BA)                                                 | Buenos Aires                                                                               |  |
|                     | Parciales: 18-28, 10-18, 11-29, 15-19                          |                      |                                                                  |                                                                                            |  |
|                     | Estadísticas Walter Baxley 17 Ignacio Alessio 6 Franco Balbi 3 | Reporte Pts Reb Asts | Estadísticas 23 Dar Tucker 7 Aguirre y Calfani 8 Nicolás Aguirre | Pabellón: Estadio Héctor Etchart Árbitros: * Rodrigo Castillo * Mario Aluz * Danilo Molina |  |

| 10 de octubre, 21:00 | Hispano Americano                                                   | 95–91                | Boca Juniors                                                                       | Río Gallegos                                                                                   |  |
|                      | Parciales: 20-17, 18-24, 23-20, 22-22 (T.E.: 12-8)                  |                      |                                                                                    |                                                                                                |  |
|                      | Estadísticas Larry O'Bannon, Jr. 32 Kyle Austin 9 Diego Ciorciari 6 | Reporte Pts Reb Asts | Estadísticas 22 Matthew Bryan-Amaning 5 Bryan-Amaning y Vassirani 8 Eduardo Gamboa | Pabellón: Boxing Club Árbitros: * Fernando Sampietro * Rodrigo Vastillo * Rodrigo Reyes Borras |  |

| 13 de octubre, 20:00 | Obras Basket                                                               | 84–88                | San Lorenzo (BA)                                              | Buenos Aires                                                                                           |  |
|                      | Parciales: 21-21, 30-15, 19-26, 14-26                                      |                      |                                                               | |  |
|                      | Estadísticas Tomás Zanzottera 18 Joaquim Vadelicio 7 Federico Zurbriggen 5 | Reporte Pts Reb Asts | Estadísticas 26 Gabriel Deck 11 Marcos Mata 6 Nicolás Aguirre | Pabellón: Estadio Obras Sanitarias Árbitros: * Fernando Sampietro * Rodrigo Castillo * Alejandro Trias |  |

| 14 de octubre, 21:00 | Ferro (BA)                                                | 80–81                | Boca Juniors                                                             | Buenos Aires                                                                                |  |
|                      | Parciales: 21-18, 20-20, 18-19, 21-14                     |                      |                                                                          |                                                                                             |  |
|                      | Estadísticas Walter Baxley 24 Jaz Cowan 10 Franco Balbi 6 | Reporte Pts Reb Asts | Estadísticas 22 Eduardo Gamboa 11 Fotios Lampropoulos 4 Lucas Pérez Naim | Pabellón: Estadio Héctor Etchart Árbitros: * Juan Fernández * Javier Mendoza * Raúl Sánchez |  |

| 16 de octubre, 21:00 | Hispano Americano                                                     | 99–82                | Obras Basket                                                   | Río Gallegos                                                                       |  |
|                      | Parciales: 21-18, 28-21, 26-22, 24-21                                 |                      |                                                                |                                                                                    |  |
|                      | Estadísticas Federico Podesta 17 Federico Podesta 4 Nicolás Paletta 8 | Reporte Pts Reb Asts | Estadísticas 20 Maurice Kemp 6 Maurice Kemp 6 Tomás Zanzottera | Pabellón: Boxing Club Árbitros: * Oscar Brítez * Roberto Smith * Cristian Salguero |  |

| 18 de octubre, 20:00 | Boca Juniors                                                            | 75–78                | San Lorenzo (BA)                                                      | Buenos Aires |  |
|                      | Parciales: 18-10, 18-19, 26-23, 13-26                                   |                      |                                                                       | |  |
|                      | Estadísticas Matthew Bryan-Amaning 15 Mariano Fierro 11 Adrian Boccia 7 | Reporte Pts Reb Asts | Estadísticas 19 Gabriel Deck 8 Javier Justiz Ferrer 8 Nicolás Aguirre | Pabellón: Microestadio Luis Conde Árbitros: * Fabricio Vito * Alejandro Ramallo * Gonzalo Delsart Televisión: TyC Sports |  |

| 19 de octubre, 21:00 | Ferro (BA)                                                  | 90–86                | Hispano Americano                                             | Buenos Aires                                                                                     |  |
|                      | Parciales: 20-15, 24-30, 24-21, 22-20                       |                      |                                                               |                                                                                                  |  |
|                      | Estadísticas Aaron Harper 19 Cowan y Balbi 8 Franco Balbi 6 | Reporte Pts Reb Asts | Estadísticas 20 Mariano Byró 6 Mariano Byró 6 Diego Ciorciari | Pabellón: Estadio Héctor Etchart Árbitros: * Diego Rougier * Alejandro Ramallo * Alejandro Trias |  |

| 21 de octubre, 20:00 | Obras Basket                                                             | 78–82                | Hispano Americano                                                           | Buenos Aires                                                                                        |  |
|                      | Parciales: 15-21, 30-23, 19-13, 14-25                                    |                      |                                                                             | |  |
|                      | Estadísticas Tomás Zanzottera 26 Joaquím Vadelicio 12 Tomás Zanzottera 6 | Reporte Pts Reb Asts | Estadísticas 27 Larry O'Bannon, Jr. 6 Larry O'Bannon, Jr. 6 Diego Ciorciari | Pabellón: Estadio Obras Sanitarias Árbitros: * Daniel Rodrigo * Javier Mendoza * Sebastián Moncloba |  |

| 21 de octubre, 20:00 | San Lorenzo (BA)                                                | 94–71                | Ferro (BA)                                               | Buenos Aires |  |
|                      | Parciales: 22-24, 25-13, 34-15, 13-19                           |                      |                                                          | |  |
|                      | Estadísticas Gabriel Deck 20 Matías Sandes 12 Nicolás Aguirre 8 | Reporte Pts Reb Asts | Estadísticas 14 Aaron Harper 12 Jaz Cowan 4 Franco Balbi | Pabellón: Polideportivo Roberto Pando Árbitros: * Leandro Lezcano * Silvio Guzmán * Enrique Cáceres Televisión: TyC Sports |  |

### Grupo D
| Equipo                        | PJ | PG | PP | Pts |
| ----------------------------- | -- | -- | -- | --- |
| Gimnasia (Comodoro Rivadavia) | 8  | 5  | 3  | 13  |
| Weber Bahía1                  | 8  | 4  | 4  | 12  |
| Argentino (Junín)1            | 8  | 4  | 4  | 12  |
| Quilmes1                      | 8  | 4  | 4  | 12  |
| Peñarol                       | 8  | 3  | 5  | 11  |

|  |                                  |
|  | Clasificados a octavos de final. |
|  | Clasificados al repechaje.       |

1: El triple empate entre Weber Bahía, Argentino de Junín y Quilmes se resolvió mediante los enfrentamientos entre ellos en esta fase. Weber Bahía ganó contra Quilmes un partido y contra Argentino un partido, y ambos por mayor diferencia que los partidos que perdió contra estos rivales, por eso los supera. Argentino por su parte superó a Quilmes en uno de los partidos por mayor diferencia que en el partido que Quilmes ganó ante Argentino, y por ello lo supera. Quilmes ganó ante los dos rivales pero por menor diferencia que aquellos partidos donde perdió.
| 21 de septiembre, 21:00 | Argentino (J)                                                                         | 82–63                | Quilmes                                                          | Junín                                                                                                 |  |
|                         | Parciales: 25-22, 12-16, 23-11, 22-14                                                 |                      |                                                                  | |  |
|                         | Estadísticas Luciano Massarelli 17 Malcom Bernard 10 García, Massarelli y Cangelosi 3 | Reporte Pts Reb Asts | Estadísticas 14 Ivan Basualdo 7 Ivan Basualdo 6 Nicolás Ferreyra | Pabellón: El Fortín de las Morochas Árbitros: * Daniel Rodrigo * Cristian Alfaro * Alejandro Zanabone |  |

| 22 de septiembre, 21:00 | Gimnasia (CR)                                                        | 82–83                | Peñarol                                                                    | Comodoro Rivadavia                                                                                  |  |
|                         | Parciales: 20-20, 14-10, 28-26, 20-27                                |                      |                                                                            | |  |
|                         | Estadísticas Shaquille Johnson 23 Jerome Famous 13 Gustavo Barrera 5 | Reporte Pts Reb Asts | Estadísticas 17 Steffphon Pettigrew 14 Ricardo Glenn 3 Steffphon Pettigrew | Pabellón: Estadio Socios Fundadores Árbitros: * Diego Rougier * Julio Dinamarca * Cristian Salguero |  |

| 23 de septiembre, 20:00 | Weber Bahía                                                                 | 99–74                | Quilmes                                                | Bahía Blanca                                                                                   |  |
|                         | Parciales: 19-19, 27-27, 24-17, 29-11                                       |                      |                                                        |                                                                                                |  |
|                         | Estadísticas Máximo Fjellerup 25 Anthony Laveal Johnson 8 Luciano Parodi 10 | Reporte Pts Reb Asts | Estadísticas 15 Enzo Ruiz 11 Ivan Basualdo 6 Eric Flor | Pabellón: Estadio Osvaldo Casanova Árbitros: * Pablo Estévez * Silvio Guzmán * Enrique Cáceres |  |

| 25 de septiembre, 21:00 | Peñarol                                                        | 98–77                | Argentino (J)                                                      | Mar del Plata                                                                                       |  |
|                         | Parciales: 23-16, 30-20, 20-22, 25-19                          |                      |                                                                    | |  |
|                         | Estadísticas Jonatan Slider 25 Ricardo Glenn 15 Karl Cochran 5 | Reporte Pts Reb Asts | Estadísticas 21 Luis Cequeira 11 Anthony Kent 3 Cequeira y Bernard | Pabellón: Polideportivo Islas Malvinas Árbitros: * Alejandro Chiti * Roberto Smith * Javier Sánchez |  |

| 26 de septiembre, 21:00 | Gimnasia (CR)                                                            | 81–79                | Weber Bahía                                                              | Comodoro Rivadavia                                                                                    |  |
|                         | Parciales: 25-21, 19-14, 14-22, 23-22                                    |                      |                                                                          | |  |
|                         | Estadísticas Shaquille Johnson 21 Jerome Famous 11 Barrera y Giorgetti 5 | Reporte Pts Reb Asts | Estadísticas 17 Anthony Laveal Johnson 9 Gerson Santo 5 Máximo Fjellerup | Pabellón: Estadio Socios Fundadores Árbitros: * Daniel Rodrigo * Sergio Tarifeño * Sebastián Moncloba |  |

| 27 de septiembre, 21:00 | Quilmes                                                    | 79–72                | Argentino (J)                                                  | Mar del Plata                                                                                        |  |
|                         | Parciales: 21-17, 20-16, 21-16, 17-23                      |                      |                                                                | |  |
|                         | Estadísticas Eric Flor 23 Ivan Basualdo 11 Basabe y Ruiz 5 | Reporte Pts Reb Asts | Estadísticas 15 Anthony Kent 6 Kent y Bortolín 8 Luis Cequeira | Pabellón: Polideportivo Islas Malvinas Árbitros: * Fabricio Vito * Julio Dinamarca * Emanuel Sánchez |  |

| 29 de septiembre, 21:00 Historial | Quilmes                                                      | 88–73                | Peñarol                                                                  | Mar del Plata |  |
|                                   | Parciales: 25-20, 22-15, 12-13, 29-25                        |                      |                                                                          | |  |
|                                   | Estadísticas Eric Flor 24 Ivan Basualdo 8 Nicolás Ferreyra 6 | Reporte Pts Reb Asts | Estadísticas 17 Nicolás Gianella 12 Ricardo Glenn 3 Pettigrew y Gianella | Pabellón: Polideportivo Islas Malvinas Árbitros: * Fernando Sampietro * Leandro Lezcano * Ariel Rosas Televisión: TyC Sports |  |

| 3 de octubre, 20:30 | Weber Bahía                                                                   | 87–92                | Gimnasia (CR)                                                      | Bahía Blanca                                                                                     |  |
|                     | Parciales: 24-33, 23-16, 21-20, 19-23                                         |                      |                                                                    |                                                                                                  |  |
|                     | Estadísticas Facundo Corvalán 20 Anthony Laveal Johnson 15 Máximo Fjellerup 5 | Reporte Pts Reb Asts | Estadísticas 25 Jerome Famous 7 Franco Giorgetti 9 Gustavo Barrera | Pabellón: Estadio Osvaldo Casanova Árbitros: * Alejandro Chiti * Roberto Smith * Cristian Alfaro |  |

| 5 de octubre, 18:00 | Quilmes                                                             | 101–91               | Gimnasia (CR)                                                    | Mar del Plata                                                                                        |  |
|                     | Parciales: 22-20, 19-26, 29-25, 31-20                               |                      |                                                                  | |  |
|                     | Estadísticas Flor y Ruiz 19 Basualdo y Sánchez 5 Nicolás Ferreyra 7 | Reporte Pts Reb Asts | Estadísticas 24 Jerome Famous 5 Jerome Famous 11 Gustavo Barrera | Pabellón: Polideportivo Islas Malvinas Árbitros: * Oscar Brítez * Alejandro Ramallo * Javier Sánchez |  |

| 6 de octubre, 20:30 | Weber Bahía                                                                 | 85–75                | Argentino (J)                                                 | Bahía Blanca                                                                                        |  |
|                     | Parciales: 25-27, 18-17, 20-16, 22-15                                       |                      |                                                               | |  |
|                     | Estadísticas Máximo Fjellerup 22 Anthony Laveal Johnson 11 Luciano Parodi 9 | Reporte Pts Reb Asts | Estadísticas 19 Luis Cequeira 12 Anthony Kent 3 Luis Cequeira | Pabellón: Estadio Osvaldo Casanova Árbitros: * Diego Rougier * Oscar Martinetto * Cristian Salguero |  |

| 7 de octubre, 21:00 | Peñarol                                                             | 88–99                | Gimnasia (CR)                                                     | Mar del Plata |  |
|                     | Parciales: 24-23, 23-18, 14-25, 27-33                               |                      |                                                                   | |  |
|                     | Estadísticas Nicolás Gianella 20 Ricardo Glenn 5 Nicolás Gianella 6 | Reporte Pts Reb Asts | Estadísticas 22 Diego Romero 7 Franco Giorgetti 6 Gustavo Barrera | Pabellón: Polideportivo Islas Malvinas Árbitros: * Pablo Estévez * Oscar Martinetto * Emanuel Sánchez Televisión: DIRECTV Sports |  |

| 9 de octubre, 21:00 | Argentino (J)                                                          | 86–64                | Gimnasia (CR)                                                   | Junín                                                                                         |  |
|                     | Parciales: 20-18, 19-6, 21-24, 26-16                                   |                      |                                                                 |                                                                                               |  |
|                     | Estadísticas Luciano Massarelli 25 Anthony Kent 9 Luciano Massarelli 5 | Reporte Pts Reb Asts | Estadísticas 18 Juan Rivero 8 Gustavo Barrera 6 Gustavo Barrera | Pabellón: El Fortín de las Morochas Árbitros: * Daniel Rodrigo * Mario Aluz * Gonzalo Delsart |  |

| 11 de octubre, 21:00 | Weber Bahía                                                                       | 101–89               | Peñarol                                                           | Bahía Blanca                                                                            |  |
|                      | Parciales: 26-18, 24-17, 21-26, 30-28                                             |                      |                                                                   |                                                                                         |  |
|                      | Estadísticas Anthony Laveal Johnson 29 Anthony Laveal Johnson 9 Luciano Parodi 11 | Reporte Pts Reb Asts | Estadísticas 25 Jonatan Slider 7 Ricardo Glenn 6 Nicolás Gianella | Pabellón: Estadio Osvaldo Casanova Árbitros: * Oscar Brítez * Mario Aluz * Raúl Sánchez |  |

| 13 de octubre, 21:00 | Argentino (J)                                                             | 79–65                | Peñarol                                                               | Junín |  |
|                      | Parciales: 20-10, 23-17, 20-20, 16-18                                     |                      |                                                                       | |  |
|                      | Estadísticas Luciano Massarelli 21 Matías Bortolín 8 Luciano Massarelli 5 | Reporte Pts Reb Asts | Estadísticas 17 Nicolás Gianella 11 Stefphon Pettigrew 6 Karl Cochran | Pabellón: El Fortín de las Morochas Árbitros: * Alejandro Chiti * Añejandro Zanabone * Sebastián Moncloba |  |

| 16 de octubre, 21:00 | Gimnasia (CR)                                                         | 103–87               | Quilmes                                               | Comodoro Rivadavia                                                                             |  |
|                      | Parciales: 21-19, 29-12, 31-28, 22-28                                 |                      |                                                       |                                                                                                |  |
|                      | Estadísticas Juan Manuel Rivero 19 Jerome Famous 7 Gustavo Barrera 11 | Reporte Pts Reb Asts | Estadísticas 20 Eric Flor 6 Ivan Basualdo 5 Eric Flor | Pabellón: Estadio Socios Fundadores Árbitros: * Fabricio Vito * Julio Dinamarca * Pablo Leyton |  |

| 18 de octubre, 21:00 | Peñarol                                                             | 101–105              | Weber Bahía                                                                     | Mar del Plata                                                                                          |  |
|                      | Parciales: 19-16, 18-22, 29-28, 35-39                               |                      |                                                                                 | |  |
|                      | Estadísticas Nicolás Gianella 24 Ricardo Glenn 8 Nicolás Gianella 7 | Reporte Pts Reb Asts | Estadísticas 31 Anthony Laveal Johnson 8 Fjellerup y Do Santo 12 Luciano Parodi | Pabellón: Polideportivo Islas Malvinas Árbitros: * Leonardo Zalazar * Javier Mendoza * Alejandro Trías |  |

| 18 de octubre, 21:00 | Gimnasia (CR)                                                             | 85–81                | Argentino (J)                                                         | Comodoro Rivadavia                                                                               |  |
|                      | Parciales: 19-21, 12-22, 28-21, 26-17                                     |                      |                                                                       |                                                                                                  |  |
|                      | Estadísticas Shaquille Johnson 31 Juan Pablo Rivero 8 Shaquille Johnson 6 | Reporte Pts Reb Asts | Estadísticas 25 John Millsap, Jr. 8 John Millsap, Jr. 8 Luis Cequeira | Pabellón: Estadio Socios Fundadores Árbitros: * Oscar Brítez * Roberto Smith * Cristian Salguero |  |

| 19 de octubre, 21:00 | Quilmes                                                             | 87–86                | Weber Bahía                                                         | Mar del Plata                                                                                       |  |
|                      | Parciales: 24-11, 14-13, 20-28, 21-27 (T.E.: 8-7)                   |                      |                                                                     | |  |
|                      | Estadísticas Nicolás Ferreyra 21 Ivan Basualdo 9 Nicolás Ferreyra 7 | Reporte Pts Reb Asts | Estadísticas 25 Santiago Vaulet 10 Santiago Vaulet 7 Luciano Parodi | Pabellón: Polideportivo Islas Malvinas Árbitros: * Daniel Rodrigo * Silvio Guzmán * Gonzalo Delsart |  |

| 21 de octubre, 20:00 | Argentino (J)                                                          | 69–67                | Weber Bahía                                                                  | Junín                                                                                             |  |
|                      | Parciales: 18-18, 21-21, 16-17, 14-11                                  |                      |                                                                              |                                                                                                   |  |
|                      | Estadísticas Luciano Massarelli 21 Anthony Kent 9 Luciano Massarelli 3 | Reporte Pts Reb Asts | Estadísticas 15 Anthony Laveal Johnson 9 Máximo Fjellerup 4 Máximo Fjellerup | Pabellón: El Fortín de las Morochas Árbitros: * Diego Rougier * Sergio Tarifeño * Cristian Alfaro |  |

| 23 de octubre, 21:00 Historial | Peñarol                                                                | 98–85                | Quilmes                                           | Mar del Plata                                                                                      |  |
|                                | Parciales: 25-22, 21-24, 27-23, 25-16                                  |                      |                                                   | |  |
|                                | Estadísticas Stefphon Pettigrew 18 Stefphon Pettigrew 9 Karl Cochran 5 | Reporte Pts Reb Asts | Estadísticas 28 Eric Flor 9 Eric Flor 5 Eric Flor | Pabellón: Polideportivo Islas Malvinas Árbitros: * Juan Fernández * Roberto Smith * Javier Sánchez |  |

## Segunda fase, play-offs

### Cuadro
|  | Repechaje | Repechaje          | Repechaje           |                       |    | Octavos de final | Octavos de final | Octavos de final |  |    | Cuartos de final | Cuartos de final | Cuartos de final |    |  | Semifinales — Final Four | Semifinales — Final Four | Semifinales — Final Four |               |                  | Final — Final Four | Final — Final Four | Final — Final Four |  |
|  |           |                    |                     |                       |    |                  |                  |                  |  |    |                  |                  |                  |    |  |                          |                          |                          |               |                  |                    |                    |                    |  |
|  |           |                    |                     |                       |    |                  |                  |                  |  |    |                  |                  |                  |    |  |                          |                          |                          |               |                  |                    |                    |                    |  |
|  |           |                    |                     |                       |    |                  |                  |                  |  |    |                  |                  |                  |    |  |                          |                          |                          |               |                  |                    |                    |                    |  |
|  |           |                    |                     |                       |    |                  |                  |                  |  |    |                  |                  |                  |    |  |                          |                          |                          |               |                  |                    |                    |                    |  |
|  |           |                    |                     |                       |    |                  |                  |                  |  |    |                  |                  |                  |    |  |                          |                          |                          |               |                  |                    |                    |                    |  |
|  |           | 1A                 | San Martín (C)      | 2                     |    |                  |                  |                  |  |    |                  |                  |                  |    |  |                          |                          |                          |               |                  |                    |                    |                    |  |
|  |           |                    |                     | 2                     |    |                  |                  |                  |  |    |                  |                  |                  |    |  |                          |                          |                          |               |                  |                    |                    |                    |  |
|  |           |                    | 4B                  | Atenas                | 0  |                  |                  |                  |  |    |                  |                  |                  |    |  |                          |                          |                          |               |                  |                    |                    |                    |  |
|  | 4B        | Atenas             | 4B                  | Atenas                | 0  | 2                |                  |                  |  |    |                  |                  |                  |    |  |                          |                          |                          |               |                  |                    |                    |                    |  |
|  | 4B        | Atenas             |                     |                       |    |                  |                  |                  |  |    |                  |                  |                  |    |  |                          |                          |                          |               |                  |                    |                    |                    |  |
|  | 5B        | Quimsa             | 0                   |                       |    |                  |                  |                  |  |    |                  |                  |                  |    |  |                          |                          |                          |               |                  |                    |                    |                    |  |
|  | 5B        | Quimsa             | 0                   |                       |    |                  |                  |                  |  | 1A | San Martín (C)   | 2                |                  |    |  |                          |                          |                          |               |                  |                    |                    |                    |  |
|  |           |                    |                     |                       |    |                  |                  |                  |  | 1A | San Martín (C)   | 2                |                  |    |  |                          |                          |                          |               |                  |                    |                    |                    |  |
|  |           |                    | 2B                  | Salta Basket          | 0  |                  |                  |                  |  |    |                  |                  |                  |    |  |                          |                          |                          |               |                  |                    |                    |                    |  |
|  |           |                    | 2B                  | Salta Basket          | 0  |                  |                  |                  |  |    |                  |                  |                  |    |  |                          |                          |                          |               |                  |                    |                    |                    |  |
|  |           |                    |                     |                       |    |                  |                  |                  |  |    |                  |                  |                  |    |  |                          |                          |                          |               |                  |                    |                    |                    |  |
|  |           |                    |                     |                       |    |                  |                  |                  |  |    |                  |                  |                  |    |  |                          |                          |                          |               |                  |                    |                    |                    |  |
|  |           | 2B                 | Salta Basket        | 2                     |    |                  |                  |                  |  |    |                  |                  |                  |    |  |                          |                          |                          |               |                  |                    |                    |                    |  |
|  |           |                    |                     | 2                     |    |                  |                  |                  |  |    |                  |                  |                  |    |  |                          |                          |                          |               |                  |                    |                    |                    |  |
|  |           |                    | 3A                  | Estudiantes Concordia | 1  |                  |                  |                  |  |    |                  |                  |                  |    |  |                          |                          |                          |               |                  |                    |                    |                    |  |
|  |           |                    | 3A                  | Estudiantes Concordia | 1  |                  |                  |                  |  |    |                  |                  |                  |    |  |                          |                          |                          |               |                  |                    |                    |                    |  |
|  |           |                    |                     |                       |    |                  |                  |                  |  |    |                  |                  |                  |    |  |                          |                          |                          |               |                  |                    |                    |                    |  |
|  |           |                    |                     |                       |    |                  |                  |                  |  |    |                  |                  |                  |    |  |                          |                          |                          |               |                  |                    |                    |                    |  |
|  |           |                    |                     |                       |    |                  |                  |                  |  |    |                  | 1D               | Gimnasia (CR)    | 83 |  |                          |                          |                          |               |                  |                    |                    |                    |  |
|  |           |                    |                     |                       |    |                  |                  |                  |  |    |                  |                  |                  | 83 |  |                          |                          |                          |               |                  |                    |                    |                    |  |
|  |           |                    | 1A                  | San Martín (C)        | 85 |                  |                  |                  |  |    |                  |                  |                  |    |  |                          |                          |                          |               |                  |                    |                    |                    |  |
|  |           |                    | 1A                  | San Martín (C)        | 85 |                  |                  |                  |  |    |                  |                  |                  |    |  |                          |                          |                          |               |                  |                    |                    |                    |  |
|  |           |                    |                     |                       |    |                  |                  |                  |  |    |                  |                  |                  |    |  |                          |                          |                          |               |                  |                    |                    |                    |  |
|  |           |                    |                     |                       |    |                  |                  |                  |  |    |                  |                  |                  |    |  |                          |                          |                          |               |                  |                    |                    |                    |  |
|  |           | 1D                 | Gimnasia (CR)       | 2                     |    |                  |                  |                  |  |    |                  |                  |                  |    |  |                          |                          |                          |               |                  |                    |                    |                    |  |
|  |           |                    |                     | 2                     |    |                  |                  |                  |  |    |                  |                  |                  |    |  |                          |                          |                          |               |                  |                    |                    |                    |  |
|  |           |                    | 5C                  | Boca Juniors          | 0  |                  |                  |                  |  |    |                  |                  |                  |    |  |                          |                          |                          |               |                  |                    |                    |                    |  |
|  | 4C        | Obras Basket       | 5C                  | Boca Juniors          | 0  | 0                |                  |                  |  |    |                  |                  |                  |    |  |                          |                          |                          |               |                  |                    |                    |                    |  |
|  | 4C        | Obras Basket       |                     |                       |    |                  |                  |                  |  |    |                  |                  |                  |    |  |                          |                          |                          |               |                  |                    |                    |                    |  |
|  | 5C        | Boca Juniors       | 2                   |                       |    |                  |                  |                  |  |    |                  |                  |                  |    |  |                          |                          |                          |               |                  |                    |                    |                    |  |
|  | 5C        | Boca Juniors       | 2                   |                       |    |                  |                  |                  |  | 1D | Gimnasia (CR)    | 2                |                  |    |  |                          |                          |                          |               |                  |                    |                    |                    |  |
|  |           |                    |                     |                       |    |                  |                  |                  |  | 1D | Gimnasia (CR)    | 2                |                  |    |  |                          |                          |                          |               |                  |                    |                    |                    |  |
|  |           |                    | 2C                  | Ferro (BA)            | 0  |                  |                  |                  |  |    |                  |                  |                  |    |  |                          |                          |                          |               |                  |                    |                    |                    |  |
|  |           |                    | 2C                  | Ferro (BA)            | 0  |                  |                  |                  |  |    |                  |                  |                  |    |  |                          |                          |                          |               |                  |                    |                    |                    |  |
|  |           |                    |                     |                       |    |                  |                  |                  |  |    |                  |                  |                  |    |  |                          |                          |                          |               |                  |                    |                    |                    |  |
|  |           |                    |                     |                       |    |                  |                  |                  |  |    |                  |                  |                  |    |  |                          |                          |                          |               |                  |                    |                    |                    |  |
|  |           | 2C                 | Ferro (BA)          | 2                     |    |                  |                  |                  |  |    |                  |                  |                  |    |  |                          |                          |                          |               |                  |                    |                    |                    |  |
|  |           |                    |                     | 2                     |    |                  |                  |                  |  |    |                  |                  |                  |    |  |                          |                          |                          |               |                  |                    |                    |                    |  |
|  |           |                    | 3D                  | Argentino (J)         | 1  |                  |                  |                  |  |    |                  |                  |                  |    |  |                          |                          |                          |               |                  |                    |                    |                    |  |
|  |           |                    | 3D                  | Argentino (J)         | 1  |                  |                  |                  |  |    |                  |                  |                  |    |  |                          |                          |                          |               |                  |                    |                    |                    |  |
|  |           |                    |                     |                       |    |                  |                  |                  |  |    |                  |                  |                  |    |  |                          |                          |                          |               |                  |                    |                    |                    |  |
|  |           |                    |                     |                       |    |                  |                  |                  |  |    |                  |                  |                  |    |  |                          |                          |                          |               |                  |                    |                    |                    |  |
|  |           |                    |                     |                       |    |                  |                  |                  |  |    |                  |                  |                  |    |  |                          | 1B                       | Instituto                | 74            |                  |                    |                    |                    |  |
|  |           |                    |                     |                       |    |                  |                  |                  |  |    |                  |                  |                  |    |  |                          |                          |                          | 74            |                  |                    |                    |                    |  |
|  |           |                    | 1A                  | San Martín (C)        | 83 |                  |                  |                  |  |    |                  |                  |                  |    |  |                          |                          |                          |               |                  |                    |                    |                    |  |
|  |           |                    | 1A                  | San Martín (C)        | 83 |                  |                  |                  |  |    |                  |                  |                  |    |  |                          |                          |                          |               |                  |                    |                    |                    |  |
|  |           |                    |                     |                       |    |                  |                  |                  |  |    |                  |                  |                  |    |  |                          |                          |                          |               |                  |                    |                    |                    |  |
|  |           |                    |                     |                       |    |                  |                  |                  |  |    |                  |                  |                  |    |  |                          |                          |                          |               |                  |                    |                    |                    |  |
|  |           | 1C                 | San Lorenzo (BA)    | 2                     |    |                  |                  |                  |  |    |                  |                  |                  |    |  |                          |                          |                          |               |                  |                    |                    |                    |  |
|  |           |                    |                     | 2                     |    |                  |                  |                  |  |    |                  |                  |                  |    |  |                          |                          |                          |               |                  |                    |                    |                    |  |
|  |           |                    | 4D                  | Quilmes               | 0  |                  |                  |                  |  |    |                  |                  |                  |    |  |                          |                          |                          |               |                  |                    |                    |                    |  |
|  | 4D        | Quilmes            | 4D                  | Quilmes               | 0  | 2                |                  |                  |  |    |                  |                  |                  |    |  |                          |                          |                          |               |                  |                    |                    |                    |  |
|  | 4D        | Quilmes            |                     |                       |    |                  |                  |                  |  |    |                  |                  |                  |    |  |                          |                          |                          |               |                  |                    |                    |                    |  |
|  | 5D        | Peñarol            | 0                   |                       |    |                  |                  |                  |  |    |                  |                  |                  |    |  |                          |                          |                          |               |                  |                    |                    |                    |  |
|  | 5D        | Peñarol            | 0                   |                       |    |                  |                  |                  |  | 1C | San Lorenzo (BA) | 2                |                  |    |  |                          |                          |                          |               |                  |                    |                    |                    |  |
|  |           |                    |                     |                       |    |                  |                  |                  |  | 1C | San Lorenzo (BA) | 2                |                  |    |  |                          |                          |                          |               |                  |                    |                    |                    |  |
|  |           |                    | 2D                  | Weber Bahía           | 0  |                  |                  |                  |  |    |                  |                  |                  |    |  |                          |                          |                          |               |                  |                    |                    |                    |  |
|  |           |                    | 2D                  | Weber Bahía           | 0  |                  |                  |                  |  |    |                  |                  |                  |    |  |                          |                          |                          |               |                  |                    |                    |                    |  |
|  |           |                    |                     |                       |    |                  |                  |                  |  |    |                  |                  |                  |    |  |                          |                          |                          |               |                  |                    |                    |                    |  |
|  |           |                    |                     |                       |    |                  |                  |                  |  |    |                  |                  |                  |    |  |                          |                          |                          |               |                  |                    |                    |                    |  |
|  |           | 2D                 | Weber Bahía         | 2                     |    |                  |                  |                  |  |    |                  |                  |                  |    |  |                          |                          |                          |               |                  |                    |                    |                    |  |
|  |           |                    |                     | 2                     |    |                  |                  |                  |  |    |                  |                  |                  |    |  |                          |                          |                          |               |                  |                    |                    |                    |  |
|  |           |                    | 3C                  | Hispano Americano     | 1  |                  |                  |                  |  |    |                  |                  |                  |    |  |                          |                          |                          |               |                  |                    |                    |                    |  |
|  |           |                    | 3C                  | Hispano Americano     | 1  |                  |                  |                  |  |    |                  |                  |                  |    |  |                          |                          |                          |               |                  |                    |                    |                    |  |
|  |           |                    |                     |                       |    |                  |                  |                  |  |    |                  |                  |                  |    |  |                          |                          |                          |               |                  |                    |                    |                    |  |
|  |           |                    |                     |                       |    |                  |                  |                  |  |    |                  |                  |                  |    |  |                          |                          |                          |               |                  |                    |                    |                    |  |
|  |           |                    |                     |                       |    |                  |                  |                  |  |    |                  | 1B               | Instituto        | 82 |  |                          |                          |                          |               |                  |                    |                    |                    |  |
|  |           |                    |                     |                       |    |                  |                  |                  |  |    |                  |                  |                  | 82 |  |                          |                          |                          |               |                  |                    |                    |                    |  |
|  |           |                    | 1C                  | San Lorenzo (BA)      | 72 |                  |                  |                  |  |    |                  |                  |                  |    |  |                          |                          |                          |               |                  |                    |                    |                    |  |
|  |           |                    | 1C                  | San Lorenzo (BA)      | 72 |                  |                  |                  |  |    |                  |                  |                  |    |  |                          |                          |                          |               |                  |                    |                    |                    |  |
|  |           |                    |                     |                       |    |                  |                  |                  |  |    |                  |                  |                  |    |  |                          |                          |                          |               |                  |                    |                    |                    |  |
|  |           |                    |                     |                       |    |                  |                  |                  |  |    |                  |                  |                  |    |  |                          |                          |                          |               |                  |                    |                    |                    |  |
|  |           | 1B                 | Instituto           | 2                     |    |                  |                  |                  |  |    |                  |                  |                  |    |  |                          |                          |                          |               |                  |                    |                    |                    |  |
|  |           |                    |                     | 2                     |    |                  |                  |                  |  |    |                  |                  |                  |    |  |                          |                          |                          |               |                  |                    |                    |                    |  |
|  |           |                    | 4A                  | Regatas Corrientes    | 0  |                  |                  |                  |  |    |                  |                  |                  |    |  |                          |                          |                          |               |                  |                    |                    |                    |  |
|  | 4A        | Regatas Corrientes | 4A                  | Regatas Corrientes    | 0  | 2                |                  |                  |  |    |                  |                  |                  |    |  |                          |                          |                          |               |                  |                    |                    |                    |  |
|  | 4A        | Regatas Corrientes |                     |                       |    |                  |                  |                  |  |    |                  |                  |                  |    |  |                          |                          |                          |               |                  |                    |                    |                    |  |
|  | 5A        | Comunicaciones (M) | 0                   |                       |    |                  |                  |                  |  |    |                  |                  |                  |    |  |                          |                          |                          |               |                  |                    |                    |                    |  |
|  | 5A        | Comunicaciones (M) | 0                   |                       |    |                  |                  |                  |  | 1B | Instituto        | 2                |                  |    |  |                          |                          |                          |               |                  |                    |                    |                    |  |
|  |           |                    |                     |                       |    |                  |                  |                  |  | 1B | Instituto        | 2                |                  |    |  |                          |                          |                          |               |                  |                    |                    |                    |  |
|  |           |                    | 2A                  | La Unión de Formosa   | 0  |                  |                  |                  |  |    |                  |                  |                  |    |  |                          |                          |                          |               |                  |                    |                    |                    |  |
|  |           |                    | 2A                  | La Unión de Formosa   | 0  |                  |                  |                  |  |    |                  |                  |                  |    |  |                          |                          |                          |               |                  |                    |                    |                    |  |
|  |           |                    |                     |                       |    |                  |                  |                  |  |    |                  |                  |                  |    |  |                          |                          |                          |               |                  |                    |                    |                    |  |
|  |           |                    |                     |                       |    |                  |                  |                  |  |    |                  |                  |                  |    |  |                          |                          |                          |               |                  |                    |                    |                    |  |
|  |           | 2A                 | La Unión de Formosa | 2                     |    |                  |                  |                  |  |    |                  |                  |                  |    |  |                          | Tercer puesto            | Tercer puesto            | Tercer puesto |                  |                    |                    |                    |  |
|  |           |                    |                     | 2                     |    |                  |                  |                  |  |    |                  |                  |                  |    |  |                          | Tercer puesto            | Tercer puesto            | Tercer puesto |                  |                    |                    |                    |  |
|  |           |                    | 3B                  | Ciclista Olímpico     | 1  |                  |                  |                  |  |    |                  |                  |                  |    |  |                          |                          |                          |               |                  |                    |                    |                    |  |
|  |           |                    | 3B                  | Ciclista Olímpico     | 1  |                  |                  |                  |  |    |                  |                  |                  |    |  |                          |                          |                          | 1C            | San Lorenzo (BA) | 78                 |                    |                    |  |
|  |           |                    |                     |                       |    |                  |                  |                  |  |    |                  |                  |                  |    |  |                          |                          |                          | 1C            | San Lorenzo (BA) | 78                 |                    |                    |  |
|  |           |                    |                     |                       |    |                  |                  |                  |  |    |                  |                  |                  |    |  |                          |                          |                          |               |                  | 1D                 | Gimnasia (CR)      | 76                 |  |
|  |           |                    |                     |                       |    |                  |                  |                  |  |    |                  |                  |                  |    |  |                          |                          |                          |               |                  | 1D                 | Gimnasia (CR)      | 76                 |  |
|  |           |                    |                     |                       |    |                  |                  |                  |  |    |                  |                  |                  |    |  |                          |                          |                          |               |                  |                    |                    |                    |  |

Nota: Los equipos ubicados en la primera línea obtuvieron ventaja de localía en repechaje, octavos de final y cuartos de final.
Los resultados a la derecha de cada equipo representan los partidos ganados en la serie de repechaje, octavos de final y cuartos de final. En semifinales y final representa el resultado del partido.

### Repechaje
Regatas Corrientes - Comunicaciones (Mercedes)
| 25 de octubre, 21:30 | Comunicaciones (M)                                           | 90–94                | Regatas Corrientes                                                        | Mercedes                                                                                    |  |  |
|                      | Parciales: 16-25, 22-23, 18-19, 24-13 (T.E.: 10-14)          |                      |                                                                           |                                                                                             |  |  |
|                      | Estadísticas Asaiah Swann 24 Ryan Amoroso 10 Asaiah Swann 10 | Reporte Pts Reb Asts | Estadísticas 25 Paolo Quinteros 8 Martina y Granado 6 Goldwire y Quintero | Pabellón: Estadio de Comunicaciones Árbitros: * Ariel Rosas * Roberto Smith * Fabricio Vito |  |  |
| Serie: 0 - 1         |                                                              |                      |                                                                           |                                                                                             |  |  |
|                      |                                                              |                      |                                                                           |                                                                                             |  |  |

| 29 de octubre, 21:30 | Regatas Corrientes                                               | 94–89                | Comunicaciones (M)                                                   | Corrientes                                                                                             |  |  |
|                      | Parciales: 26-26, 20-19, 16-16, 32-28                            |                      |                                                                      | |  |  |
|                      | Estadísticas Leemire Goldwire 20 Javier Saiz 6 Paolo Quinteros 6 | Reporte Pts Reb Asts | Estadísticas 22 Asaiah Swann 5 Gastón Essengue 6 Arn, Correa y Swann | Pabellón: Estadio José Jorge Contte Árbitros: * Fernando Sampietro * Sebastián Vasallo * Silvio Guzmán |  |  |
| Serie: 2 - 0         |                                                                  |                      |                                                                      | |  |  |
|                      |                                                                  |                      |                                                                      | |  |  |

Atenas - Quimsa
| 25 de octubre, 21:00 | Quimsa                                                         | 67–75                | Atenas                                                                  | Santiago del Estero                                                                                             |  |  |
|                      | Parciales: 14-17, 16-14, 19-20, 18-24                          |                      |                                                                         | |  |  |
|                      | Estadísticas Novar Gadson 26 Roberto Acuña 11 Sebastián Vega 3 | Reporte Pts Reb Asts | Estadísticas 16 Jerome Meyinsse 16 Jerome Meyinsse 8 Juan Pablo Cantero | Pabellón: Estadio Ciudad Árbitros: * Cristian Alfaro * Juan Fernández * Rodrigo Castillo Televisión: TyC Sports |  |  |
| Serie: 0 - 1         |                                                                |                      |                                                                         | |  |  |
|                      |                                                                |                      |                                                                         | |  |  |

| 28 de octubre, 22:00 | Atenas                                                                 | 88–87                | Quimsa                                                       | Córdoba |  |  |
|                      | Parciales: 33-16, 19-24, 15-29, 21-18                                  |                      |                                                              | |  |  |
|                      | Estadísticas Jerome Meyinsse 23 Jerome Meyinsse 9 Juan Pablo Cantero 7 | Reporte Pts Reb Asts | Estadísticas 22 Juan Brussino 7 Roberto Acuña 6 Novar Gadson | Pabellón: Polideportivo Carlos Cerutti Árbitros: * Daniel Rodrigo * Javier Mendoza * Héctor Wasinger Televisión: DIRECTV Sports |  |  |
| Serie: 2 - 0         |                                                                        |                      |                                                              | |  |  |
|                      |                                                                        |                      |                                                              | |  |  |

Obras Basket - Boca Juniors
| 25 de octubre, 20:00 | Boca Juniors                                                                   | 80–72                | Obras Basket                                                           | Buenos Aires                                                                                               |  |  |
|                      | Parciales: 19-15, 25-16, 21-18, 15-23                                          |                      |                                                                        | |  |  |
|                      | Estadísticas Jamier Keyron 23 Bryan-Amaning y Fierro 7 Pérez Naim y Gargallo 7 | Reporte Pts Reb Asts | Estadísticas 31 Maurice Kemp 10 Federico Zurbriggen 4 Tomás Zanzottera | Pabellón: Microestadio Luis Conde Árbitros: * Maximiliano Piedrabuena * Diego Rougier * Alejandro Zanabone |  |  |
| Serie: 1 - 0         |                                                                                |                      |                                                                        | |  |  |
|                      |                                                                                |                      |                                                                        | |  |  |

| 28 de octubre, 20:00 | Obras Basket                                                             | 68–71                | Boca Juniors                                                           | Buenos Aires                                                                                   |  |  |
|                      | Parciales: 22-23, 6-11, 25-23, 15-14                                     |                      |                                                                        |                                                                                                |  |  |
|                      | Estadísticas Joaquím Vadelicio 17 Joaquím Vadelicio 7 Tomás Zanzottera 5 | Reporte Pts Reb Asts | Estadísticas 21 Adrián Boccia 7 Fotios Lampropoulos 6 Lucas Pérez Naim | Pabellón: Estadio Obras Sanitarias Árbitros: * Alejandro Chiti * Mario Aluz * Leonardo Barotto |  |  |
| Serie: 0 - 2         |                                                                          |                      |                                                                        |                                                                                                |  |  |
|                      |                                                                          |                      |                                                                        |                                                                                                |  |  |

Quilmes - Peñarol
| 26 de octubre, 21:00 Historial | Peñarol                                                                        | 85–88                | Quilmes                                               | Mar del Plata                                                                                            |  |  |
|                                | Parciales: 23-16, 12-23, 16-23, 34-26                                          |                      |                                                       | |  |  |
|                                | Estadísticas Nicolás Gianella 20 Alloatti y Pettigrew 7 Nicolás Zurschmitten 5 | Reporte Pts Reb Asts | Estadísticas 23 Eric Flor 7 Ivan Basualdo 6 Eric Flor | Pabellón: Polideportivo Islas Malvinas Árbitros: * Pablo Estévez * Alejandro Ramallo * Cristian Salguero |  |  |
| Serie: 0 - 1                   |                                                                                |                      |                                                       | |  |  |
|                                |                                                                                |                      |                                                       | |  |  |

| 28 de octubre, 20:00 Historial | Quilmes                                                  | 94–86                | Peñarol                                                                       | Mar del Plata |  |  |
|                                | Parciales: 27-22, 22-19, 22-22, 23-23                    |                      |                                                                               | |  |  |
|                                | Estadísticas Eric Flor 27 Emiliano Basabe 12 Eric Flor 7 | Reporte Pts Reb Asts | Estadísticas 17 Nicolás Zurschmitten 7 Steffphon Pettigrew 5 Nicolás Gianella | Pabellón: Polideportivo Islas Malvinas Árbitros: * Oscar Britez * Leandro Lezcano * Ariel Rosas Televisión: TyC Sports |  |  |
| Serie: 2 - 0                   |                                                          |                      |                                                                               | |  |  |
|                                |                                                          |                      |                                                                               | |  |  |

### Octavos de final
San Martín (Corrientes) - Atenas
| 1 de noviembre, 21:30 | Atenas                                                           | 85–95                | San Martín (C)                                                | Córdoba                                                                                         |  |  |
|                       | Parciales: 29-24, 21-24, 14-20, 21-27                            |                      |                                                               |                                                                                                 |  |  |
|                       | Estadísticas Jerome Meyinsse 21 Jerome Meyinsse 11 Donald Sims 7 | Reporte Pts Reb Asts | Estadísticas 27 Leo Mainoldi 9 Justin Keenan 8 Jonatan Treise | Pabellón: Polideportivo Carlos Cerutti Árbitros: * Fabricio Vito * Roberto Smith * Pablo Leyton |  |  |
| Serie: 0 - 1          |                                                                  |                      |                                                               |                                                                                                 |  |  |
|                       |                                                                  |                      |                                                               |                                                                                                 |  |  |

| 4 de noviembre, 22:00 | San Martín (C)                                                                 | 98–83                | Atenas                                                                  | Corrientes |  |  |
|                       | Parciales: 20-21, 24-18, 25-18, 29-26                                          |                      |                                                                         | |  |  |
|                       | Estadísticas Lucas Faggiano 15 García Zamora, Keenan y Wood 5 Lucas Faggiano 8 | Reporte Pts Reb Asts | Estadísticas 16 Jerome Meyinsse 12 Jerome Meyinsse 5 Juan Pablo Cantero | Pabellón: Estadio Raúl Argentino Ortíz Árbitros: * Fernando Sampietro * Jorge Chávez * Nicolás D’Anna Televisión: DIRECTV Sports |  |  |
| Serie: 2 - 0          |                                                                                |                      |                                                                         | |  |  |
|                       |                                                                                |                      |                                                                         | |  |  |

La Unión de Formosa - Ciclista Olímpico
| 1 de noviembre, 22:00 | Ciclista Olímpico                                                  | 81–73                | La Unión de Formosa                                                   | La Banda                                                                                          |  |  |
|                       | Parciales: 22-14, 22-15, 20-24, 17-20                              |                      |                                                                       |                                                                                                   |  |  |
|                       | Estadísticas Rodney Green 21 Mauro Cosolito 6 Maximiliano Stanic 8 | Reporte Pts Reb Asts | Estadísticas 18 Elsener y Young 7 Chaz Crawford 5 Alejandro Konsztadt | Pabellón: Estadio Vicente Rosales Árbitros: * Fernando Sampietro * Mario Aluz * Sebastián Vasallo |  |  |
| Serie: 1 - 0          |                                                                    |                      |                                                                       |                                                                                                   |  |  |
|                       |                                                                    |                      |                                                                       |                                                                                                   |  |  |

| 4 de noviembre, 21:30 | La Unión de Formosa                                                  | 72–70                | Ciclista Olímpico                                                | Formosa |  |  |
|                       | Parciales: 21-30, 22-10, 18-14, 11-16                                |                      |                                                                  | |  |  |
|                       | Estadísticas Federico Marín 21 Chaz Crawford 9 Alejandro Konsztadt 5 | Reporte Pts Reb Asts | Estadísticas 17 Facundo Giorgi 11 Justin Williams 4 Rodney Green | Pabellón: Polideportivo Cincuentenario Árbitros: * Leonardo Zalazar * Héctor Wasinger * Alejandro Zanabone |  |  |
| Serie: 1 - 1          |                                                                      |                      |                                                                  | |  |  |
|                       |                                                                      |                      |                                                                  | |  |  |

| 5 de noviembre, 21:30 | La Unión de Formosa                                                 | 80–69                | Ciclista Olímpico                                                | Formosa                                                                                              |  |  |
|                       | Parciales: 24-20, 14-17, 20-20, 22-12                               |                      |                                                                  | |  |  |
|                       | Estadísticas Anthony Young 23 Chaz Crawford 6 Alejandro Konsztadt 4 | Reporte Pts Reb Asts | Estadísticas 20 Rodney Green 6 Rodney Green 3 Maximiliano Stanic | Pabellón: Polideportivo Cincuentenario Árbitros: * Diego Rougier * Javier Mendoza * Leonardo Barotto |  |  |
| Serie: 2 - 1          |                                                                     |                      |                                                                  | |  |  |
|                       |                                                                     |                      |                                                                  | |  |  |

Instituto - Regatas Corrientes
| 1 de noviembre, 21:30 | Regatas Corrientes                                                   | 104–106              | Instituto                                                           | Corrientes                                                                                          |  |  |
|                       | Parciales: 21-27, 22-32, 31-30, 30-17                                |                      |                                                                     | |  |  |
|                       | Estadísticas Fernando Martina 29 Martina y Saiz 4 Leemire Goldwire 5 | Reporte Pts Reb Asts | Estadísticas 21 Davis y González 8 Sam Clancy, Jr. 5 Facundo Piñero | Pabellón: Estadio José Jorge Contte Árbitros: * Leonardo Zalazar * Maximiliano Moral * Jorge Chávez |  |  |
| Serie: 0 - 1          |                                                                      |                      |                                                                     | |  |  |
|                       |                                                                      |                      |                                                                     | |  |  |

| 4 de noviembre, 21:00 | Instituto                                                           | 99–95                | Regatas Corrientes                                                    | Córdoba |  |  |
|                       | Parciales: 27-21, 23-24, 26-28, 23-22                               |                      |                                                                       | |  |  |
|                       | Estadísticas Facundo Piñero 24 Facundo Piñero 13 Luciano González 6 | Reporte Pts Reb Asts | Estadísticas 34 Paolo Quinteros 5 Fernando Martina 4 Vidal y Goldwire | Pabellón: Estadio Ángel Sandrín Árbitros: * Daniel Rodrigo * Roberto Smith * Pedro Hoyo Televisión: TyC Sports |  |  |
| Serie: 2 - 0          |                                                                     |                      |                                                                       | |  |  |
|                       |                                                                     |                      |                                                                       | |  |  |

Salta Basket - Estudiantes Concordia
| 29 de octubre, 21:00 | Estudiantes Concordia                                          | 73–64                | Salta Basket                                                              | Concordia                                                                                 |  |  |
|                      | Parciales: 13-14, 14-22, 24-12, 22-16                          |                      |                                                                           |                                                                                           |  |  |
|                      | Estadísticas David Doblas 19 David Doblas 10 Leandro Vildoza 5 | Reporte Pts Reb Asts | Estadísticas 14 Harris y Brown 7 Espinoza y Falker 2 Zilli, Bruna y Brown | Pabellón: El Gigante Verde Árbitros: * Alejandro Chiti * Mario Aluz * Sebastián Moncloba. |  |  |
| Serie: 1 - 0         |                                                                |                      |                                                                           |                                                                                           |  |  |
|                      |                                                                |                      |                                                                           |                                                                                           |  |  |

| 1 de noviembre, 21:30 | Salta Basket                                                      | 79–62                | Estudiantes Concordia                                                     | Salta                                                                                  |  |  |
|                       | Parciales: 17-23, 17-12, 24-19, 21-8                              |                      |                                                                           |                                                                                        |  |  |
|                       | Estadísticas Pablo Espinoza 23 Pablo Espinoza 9 Diego Gerbaudo 10 | Reporte Pts Reb Asts | Estadísticas 18 Rigoberto Mendoza 6 Anthony Smith, Jr. 3 Mendoza y Buljan | Pabellón: Estadio Delmi Árbitros: * Juan Fernández * Oscar Martinetto * Nicolás D'Anna |  |  |
| Serie: 1 - 1          |                                                                   |                      |                                                                           |                                                                                        |  |  |
|                       |                                                                   |                      |                                                                           |                                                                                        |  |  |

| 2 de noviembre, 21:30 | Salta Basket                                                  | 67–64                | Estudiantes Concordia                                        | Salta                                                                              |  |  |
|                       | Parciales: 8-22, 20-12, 16-9, 23-21                           |                      |                                                              |                                                                                    |  |  |
|                       | Estadísticas Diego Gerbaudo 23 Diego Gerbaudo 8 Pablo Bruna 4 | Reporte Pts Reb Asts | Estadísticas 21 David Doblas 9 Zvonko Buljan 5 Zvonko Buljan | Pabellón: Estadio Delmi Árbitros: * Roberto Smith * Oscar Brítez * Gonzalo Delsart |  |  |
| Serie: 2 - 1          |                                                               |                      |                                                              |                                                                                    |  |  |
|                       |                                                               |                      |                                                              |                                                                                    |  |  |

San Lorenzo (Buenos Aires) - Quilmes
| 1 de noviembre, 21:00 | Quilmes                                                          | 93–113               | San Lorenzo (BA)                                                    | Mar del Plata                                                                                     |  |  |
|                       | Parciales: 28-22, 24-24, 14-33, 27-34                            |                      |                                                                     |                                                                                                   |  |  |
|                       | Estadísticas Ivan Basualdo 18 Ivan Basualdo 7 Nicolás Ferreyra 7 | Reporte Pts Reb Asts | Estadísticas 32 Mathias Calfani 10 Matías Sandes 12 Nicolás Aguirre | Pabellón: Polideportivo Islas Malvinas Árbitros: * Diego Rougier * Sergio Tarifeño * Raúl Sánchez |  |  |
| Serie: 0 - 1          |                                                                  |                      |                                                                     |                                                                                                   |  |  |
|                       |                                                                  |                      |                                                                     |                                                                                                   |  |  |

| 4 de noviembre, 20:00 | San Lorenzo (BA)                                                  | 111–75               | Quilmes                                                  | Buenos Aires                                                                                    |  |  |
|                       | Parciales: 28-21, 28-23, 29-17, 26-14                             |                      |                                                          |                                                                                                 |  |  |
|                       | Estadísticas Javier Justiz Ferrer 26 Matías Sandes 9 Dar Tucker 6 | Reporte Pts Reb Asts | Estadísticas 17 Eric Flor 3 Eric Flor 5 Nicolás Ferreyra | Pabellón: Polideportivo Roberto Pando Árbitros: * Pablo Estévez * Javier Mendoza * Raúl Lorenzo |  |  |
| Serie: 2 - 0          |                                                                   |                      |                                                          |                                                                                                 |  |  |
|                       |                                                                   |                      |                                                          |                                                                                                 |  |  |

Ferro Carril Oeste (Buenos Aires) - Argentino (Junín)
| 1 de noviembre, 21:00 | Argentino (J)                                                         | 82–81                | Ferro (BA)                                                      | Junín                                                                                            |  |  |
|                       | Parciales: 26-17, 20-21, 19-22, 17-21                                 |                      |                                                                 |                                                                                                  |  |  |
|                       | Estadísticas John Millsap, Jr. 18 Anthony Kent 9 Luciano Massarelli 7 | Reporte Pts Reb Asts | Estadísticas 25 Aaron Harper 14 Kevin Hernández 10 Franco Balbi | Pabellón: El Fortín de las Morochas Árbitros: * Daniel Rodrigo * Fabio Alaniz * Leonardo Barotto |  |  |
| Serie: 1 - 0          |                                                                       |                      |                                                                 |                                                                                                  |  |  |
|                       |                                                                       |                      |                                                                 |                                                                                                  |  |  |

| 4 de noviembre, 21:00 | Ferro (BA)                                           | 82–76                | Argentino (J)                                               | Buenos Aires                                                                                  |  |  |
|                       | Parciales: 25-16, 18-21, 13-24, 26-15                |                      |                                                             |                                                                                               |  |  |
|                       | Estadísticas Jaz Cowan 21 Jaz Cowan 9 Franco Balbi 8 | Reporte Pts Reb Asts | Estadísticas 19 Anthony Kent 8 Anthony Kent 6 Luis Cequeira | Pabellón: Estadio Héctor Etchart Árbitros: * Fabricio Vito * Rodrigo Castillo * Alberto Ponzo |  |  |
| Serie: 1 - 1          |                                                      |                      |                                                             |                                                                                               |  |  |
|                       |                                                      |                      |                                                             |                                                                                               |  |  |

| 5 de noviembre, 20:00 | Ferro (BA)                                                        | 83–72                | Argentino (J)                                                      | Buenos Aires                                                                                  |  |  |
|                       | Parciales: 19-14, 29-17, 11-24, 24-17                             |                      |                                                                    |                                                                                               |  |  |
|                       | Estadísticas Balbi y Harper 21 Franco Balbi 8 Balbi y Hernández 5 | Reporte Pts Reb Asts | Estadísticas 16 Juan Cangelosi 7 Anthony Kent 5 Luciano Massarelli | Pabellón: Estadio Héctor Etchart Árbitros: * Alejandro Chiti * Roberto Smith * Javier Sánchez |  |  |
| Serie: 2 - 1          |                                                                   |                      |                                                                    |                                                                                               |  |  |
|                       |                                                                   |                      |                                                                    |                                                                                               |  |  |

Gimnasia y Esgrima (Comodoro Rivadavia) - Boca Juniors
| 1 de noviembre, 22:00 | Boca Juniors                                                           | 68–80                | Gimnasia (CR)                                                          | Buenos Aires |  |  |
|                       | Parciales: 9-28, 21-17, 27-15, 11-20                                   |                      |                                                                        | |  |  |
|                       | Estadísticas Jamier Keyron 23 Matthew Bryan-Amaning 10 Adrián Boccia 4 | Reporte Pts Reb Asts | Estadísticas 20 Sahquille Johnson 7 Franco Giorgetti 5 Gustavo Barrera | Pabellón: Microestadio Luis Conde Árbitros: * Leandro Lezcano * Alejandro Ramallo * Javier Sánchez Televisión: TyC Sports |  |  |
| Serie: 0 - 1          |                                                                        |                      |                                                                        | |  |  |
|                       |                                                                        |                      |                                                                        | |  |  |

| 4 de noviembre, 20:00 | Gimnasia (CR)                                                            | 77–70                | Boca Juniors                                                                   | Comodoro Rivadavia                                                                                |  |  |
|                       | Parciales: 15-21, 15-10, 23-15, 24-24                                    |                      |                                                                                |                                                                                                   |  |  |
|                       | Estadísticas Shaquille Johnson 18 Franco Giorgetti 8 Barrear y Johnson 4 | Reporte Pts Reb Asts | Estadísticas 21 Matthew Bryan-Amaning 9 Matthew Bryan-Amaning 6 Eduardo Gamboa | Pabellón: Estadio Socios Fundadores Árbitros: * Diego Rougier * Julio Dinamarca * Enrique Cáceres |  |  |
| Serie: 2 - 0          |                                                                          |                      |                                                                                |                                                                                                   |  |  |
|                       |                                                                          |                      |                                                                                |                                                                                                   |  |  |

Weber Bahía - Hispano Americano
| 3 de noviembre, 21:00 | Hispano Americano                                                        | 98–79                | Weber Bahía                                                                | Río Gallegos                                                                                       |  |  |
|                       | Parciales: 27-15, 25-27, 19-12, 27-25                                    |                      |                                                                            | |  |  |
|                       | Estadísticas Patricio Tabárez 23 Larry O'Bannon, Jr. 8 Diego Ciorciari 8 | Reporte Pts Reb Asts | Estadísticas 17 Máximo Fjellerup 8 Anthony Laveal Johnson 4 Luciano Parodi | Pabellón: Estadio Boxing Club Árbitros: * Julio Dinamarca * Rodrigo Reyes Borras * Alejandro Chiti |  |  |
| Serie: 1 - 0          |                                                                          |                      |                                                                            | |  |  |
|                       |                                                                          |                      |                                                                            | |  |  |

| 5 de noviembre, 20:45 | Weber Bahía                                                                | 88–80                | Hispano Americano                                                     | Bahía Blanca                                                                                       |  |  |
|                       | Parciales: 25-8, 13-24, 23-17, 27-31                                       |                      |                                                                       | |  |  |
|                       | Estadísticas Máximo Fjellerup 23 Anthony Laveal Johnson 7 Luciano Parodi 5 | Reporte Pts Reb Asts | Estadísticas 15 Larry O'Bannon, Jr. 8 Pete Blackwell 5 Paletta y Byró | Pabellón: Estadio Osvaldo Casanova Árbitros: * Leandro Lezcano * Silvio Guzmán * Maximiliano Moral |  |  |
| Serie: 1 - 1          |                                                                            |                      |                                                                       | |  |  |
|                       |                                                                            |                      |                                                                       | |  |  |

| 6 de noviembre, 20:30 | Weber Bahía                                                         | 81–75                | Hispano Americano                                                      | Bahía Blanca                                                                                      |  |  |
|                       | Parciales: 22-21, 16-8, 13-14, 30-32                                |                      |                                                                        |                                                                                                   |  |  |
|                       | Estadísticas Máximo Fjellerup 18 Gerson Do Santo 7 Luciano Parodi 3 | Reporte Pts Reb Asts | Estadísticas 16 Perris Blackwell 10 Perris Blackwell 6 Diego Ciorciari | Pabellón: Estadio Osvaldo Casanova Árbitros: * Pablo Estévez * Rodrigo Castillo * Enrique Cáceres |  |  |
| Serie: 2 - 1          |                                                                     |                      |                                                                        |                                                                                                   |  |  |
|                       |                                                                     |                      |                                                                        |                                                                                                   |  |  |

### Cuartos de final
San Martín (Corrientes) - Salta Basket
| 8 de noviembre, 21:30 | Salta Basket                                                    | 65–71                | San Martín (C)                                                         | Salta                                                                                              |  |  |
|                       | Parciales: 14-19, 19-16, 16-20, 16-16                           |                      |                                                                        | |  |  |
|                       | Estadísticas Ricky Harris 14 Pablo Espinoza 15 Diego Gerbaudo 7 | Reporte Pts Reb Asts | Estadísticas 14 Justin Keenan 8 Justin Keenan 5 Reynaldo García Zamora | Pabellón: Estadio Delmi Árbitros: * Leandro Lezcano * Alejandro Zanabone * Maximiliano Piedrabuena |  |  |
| Serie: 0 - 1          |                                                                 |                      |                                                                        | |  |  |
|                       |                                                                 |                      |                                                                        | |  |  |

| 11 de noviembre, 21:30 | San Martín (C)                                                  | 89–78                | Salta Basket                                                   | Corrientes                                                                                           |  |  |
|                        | Parciales: 25-17, 11-23, 25-25, 28-13                           |                      |                                                                | |  |  |
|                        | Estadísticas Jeremiah Wood 22 Jeremiah Wood 10 Lucas Faggiano 6 | Reporte Pts Reb Asts | Estadísticas 17 Ricky Harris 7 Zilli y Espinoza 4 Ricky Harris | Pabellón: Estadio Raúl Argentino Ortíz Árbitros: * Leonardo Zalazar * Javier Mendoza * Danilo Molina |  |  |
| Serie: 2 - 0           |                                                                 |                      |                                                                | |  |  |
|                        |                                                                 |                      |                                                                | |  |  |

Instituto - La Unión de Formosa
| 8 de noviembre, 21:00 | La Unión de Formosa                                                      | 79–87                | Instituto                                                        | Formosa |  |  |
|                       | Parciales: 26-16, 17-20, 22-27, 14-24                                    |                      |                                                                  | |  |  |
|                       | Estadísticas Anthony Young 22 Jonathan Maldonado 7 Alejandro Konsztadt 4 | Reporte Pts Reb Asts | Estadísticas 30 Brandon Davis 7 Sam Clancy, Jr. 6 Santiago Scala | Pabellón: Polideportivo Cincuentenario Árbitros: * Juan Fernández * Fabio Alaníz * Nicolás D'Anna Televisión: TyC Sports |  |  |
| Serie: 0 - 1          |                                                                          |                      |                                                                  | |  |  |
|                       |                                                                          |                      |                                                                  | |  |  |

| 11 de noviembre, 19:00 | Instituto                                                        | 94–77                | La Unión de Formosa                                                       | Córdoba |  |  |
|                        | Parciales: 18-26, 21-12, 30-15, 25-24                            |                      |                                                                           | |  |  |
|                        | Estadísticas Dwayne Davis 19 Sam Clancy, Jr. 13 Santiago Scala 6 | Reporte Pts Reb Asts | Estadísticas 15 Jonathan Maldonado 7 Alexis Elsener 5 Alejandro Konsztadt | Pabellón: Estadio Ángel Sandrín Árbitros: * Pablo Estévez * Mario Aluz * Pablo Leyton Televisión: DIRECTV Sports |  |  |
| Serie: 2 - 0           |                                                                  |                      |                                                                           | |  |  |
|                        |                                                                  |                      |                                                                           | |  |  |

San Lorenzo (Buenos Aires) - Weber Bahía
| 9 de noviembre, 20:30 | Weber Bahía                                                              | 96–110               | San Lorenzo (BA)                                             | Bahía Blanca                                                                               |  |  |
|                       | Parciales: 36-20, 16-37, 17-31, 27-22                                    |                      |                                                              |                                                                                            |  |  |
|                       | Estadísticas Facundo Corvalan 18 Máximo Fjellerup 7 Fjellerup y Parodi 4 | Reporte Pts Reb Asts | Estadísticas 37 Gabriel Deck 7 Marcos Mata 8 Nicolás Aguirre | Pabellón: Estadio Osvaldo Casanova Árbitros: * Oscar Brítez * Julio Dinamarca * Pedro Hoyo |  |  |
| Serie: 0 - 1          |                                                                          |                      |                                                              |                                                                                            |  |  |
|                       |                                                                          |                      |                                                              |                                                                                            |  |  |

| 11 de noviembre, 21:00 | San Lorenzo (BA)                                              | 88–69                | Weber Bahía                                                         | Buenos Aires |  |  |
|                        | Parciales: 29-11, 17-20, 22-13, 20-25                         |                      |                                                                     | |  |  |
|                        | Estadísticas Marcos Mata 16 Gabriel Deck 11 Nicolás Aguirre 7 | Reporte Pts Reb Asts | Estadísticas 11 Máximo Fjellerup 7 Juan Pablo Vaulet 4 José Materán | Pabellón: Polideportivo Roberto Pando Árbitros: * Juan Fernández * Roberto Smith * Alberto Ponzo Televisión: TyC Sports |  |  |
| Serie: 2 - 0           |                                                               |                      |                                                                     | |  |  |
|                        |                                                               |                      |                                                                     | |  |  |

Gimnasia y Esgrima (Comodoro Rivadavia) - Ferro Carril Oeste (Buenos Aires)
| 8 de noviembre, 21:00 | Ferro (BA)                                            | 83–85                | Gimnasia (CR)                                                                    | Buenos Aires                                                                                     |  |  |
|                       | Parciales: 20-18, 16-20, 30-29, 17-18                 |                      |                                                                                  |                                                                                                  |  |  |
|                       | Estadísticas Jaz Cowan 20 Jaz Cowan 10 Franco Balbi 6 | Reporte Pts Reb Asts | Estadísticas 29 Shaquille Johnson 7 Jerome Famous 4 Barrera, Giorgetti y Johnson | Pabellón: Estadio Héctor Etchart Árbitros: * Fernando Sampietro * Sergio Tarifeño * Pablo Leyton |  |  |
| Serie: 0 - 1          |                                                       |                      |                                                                                  |                                                                                                  |  |  |
|                       |                                                       |                      |                                                                                  |                                                                                                  |  |  |

| 11 de noviembre, 20:30 | Gimnasia (CR)                                                        | 90–78                | Ferro (BA)                                                            | Comodoro Rivadavia                                                                                   |  |  |
|                        | Parciales: 26-19, 20-18, 19-28, 25-13                                |                      |                                                                       | |  |  |
|                        | Estadísticas Shaquille Jhonson 23 Jarrid Famous 7 Gustavo Barrera 10 | Reporte Pts Reb Asts | Estadísticas 32 Aaron Harper 6 Cowan y Kevin Hernández 6 Franco Balbi | Pabellón: Estadio Socios Fundadores Árbitros: * Fabricio Vito * Alejandro Zanabone * Emanuel Sánchez |  |  |
| Serie: 2 - 0           |                                                                      |                      |                                                                       | |  |  |
|                        |                                                                      |                      |                                                                       | |  |  |

### Final Four
Semifinales
| 17 de noviembre, 18:30 | Gimnasia (CR)                                                    | 83–85                | San Martín (C)                                                          | Córdoba                                                                                       |  |
|                        | Parciales: 16-19, 21-24, 25-22, 21-20                            |                      |                                                                         |                                                                                               |  |
|                        | Estadísticas Jerome Famous 25 Jerome Famous 19 Gustavo Barrera 7 | Reporte Pts Reb Asts | Estadísticas 24 Reynaldo García Zamora 5 Jeremiah Wood 7 Lucas Faggiano | Pabellón: Estadio Ángel Sandrín Árbitros: * Alejandro Chiti * Leonardo Zalazar * Oscar Brítez |  |

| 17 de noviembre, 21:00 | Instituto                                                        | 82–72                | San Lorenzo (BA)                                               | Córdoba |  |
|                        | Parciales: 34-16, 11-16, 17-16, 20-24                            |                      |                                                                | |  |
|                        | Estadísticas Dwayne Davis 27 Sam Clancy, Jr. 11 Santiago Scala 7 | Reporte Pts Reb Asts | Estadísticas 17 Mathías Calfani 7 Deck, Mata 6 Nicolás Aguirre | Pabellón: Estadio Ángel Sandrín Árbitros: * Fabricio Vito * Juan Fernández * Diego Rougier Televisión: TyC Sports |  |

Tercer puesto
| 18 de noviembre, 19:30 | San Lorenzo (BA)                                           | 78–76                | Gimnasia (CR)                                                       | Córdoba                                                                                   |  |
|                        | Parciales: 17-26, 12-13, 27-19, 22-18                      |                      |                                                                     |                                                                                           |  |
|                        | Estadísticas Gabriel Deck 26 Deck y Sandes 7 Deck y Mata 4 | Reporte Pts Reb Asts | Estadísticas 17 Barrera y Famous 11 Jerome Famous 6 Gustavo Barrera | Pabellón: Estadio Ángel Sandrín Árbitros: * Juan Fernández * Diego Rougier * Oscar Brítez |  |

Final
| 18 de noviembre, 22:00 | Instituto                                                           | 74–83                | San Martín (C)                                                  | Córdoba |  |
|                        | Parciales: 16-17, 19-25, 18-13, 21-28                               |                      |                                                                 | |  |
|                        | Estadísticas Luciano González 16 Sam Clancy, Jr. 9 Santiago Scala 4 | Reporte Pts Reb Asts | Estadísticas 31 Lucas Faggiano 10 Leo Mainoldi 2 Lucas Faggiano | Pabellón: Estadio Ángel Sandrín Árbitros: *Alejandro Chiti *Fabricio Vito * Leonardo Zalazar Televisión: TyC Sports |  |

## Clasificación a competencias internacionales

### Liga Sudamericana de Clubes
| San Martín (Corrientes) Campeón del torneo | Instituto Subcampeón del torneo |

Nota: más tarde los cupos para la competencia internacional no fueron los pautados al principio del torneo y se determinaron mediante la temporada regular de La Liga.